# Spielautomat

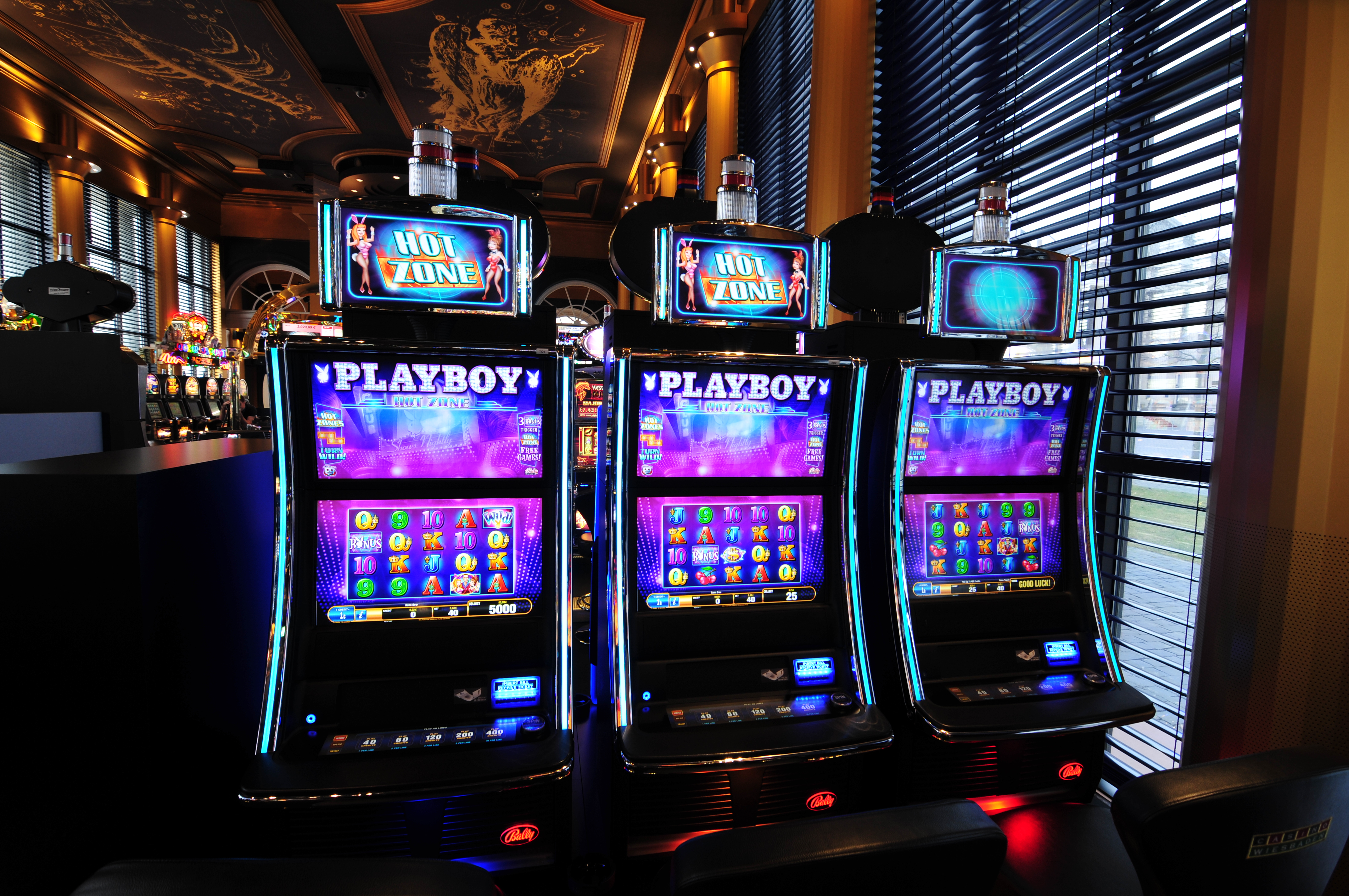
Automatensaal der Spielbank Wiesbaden (2013)

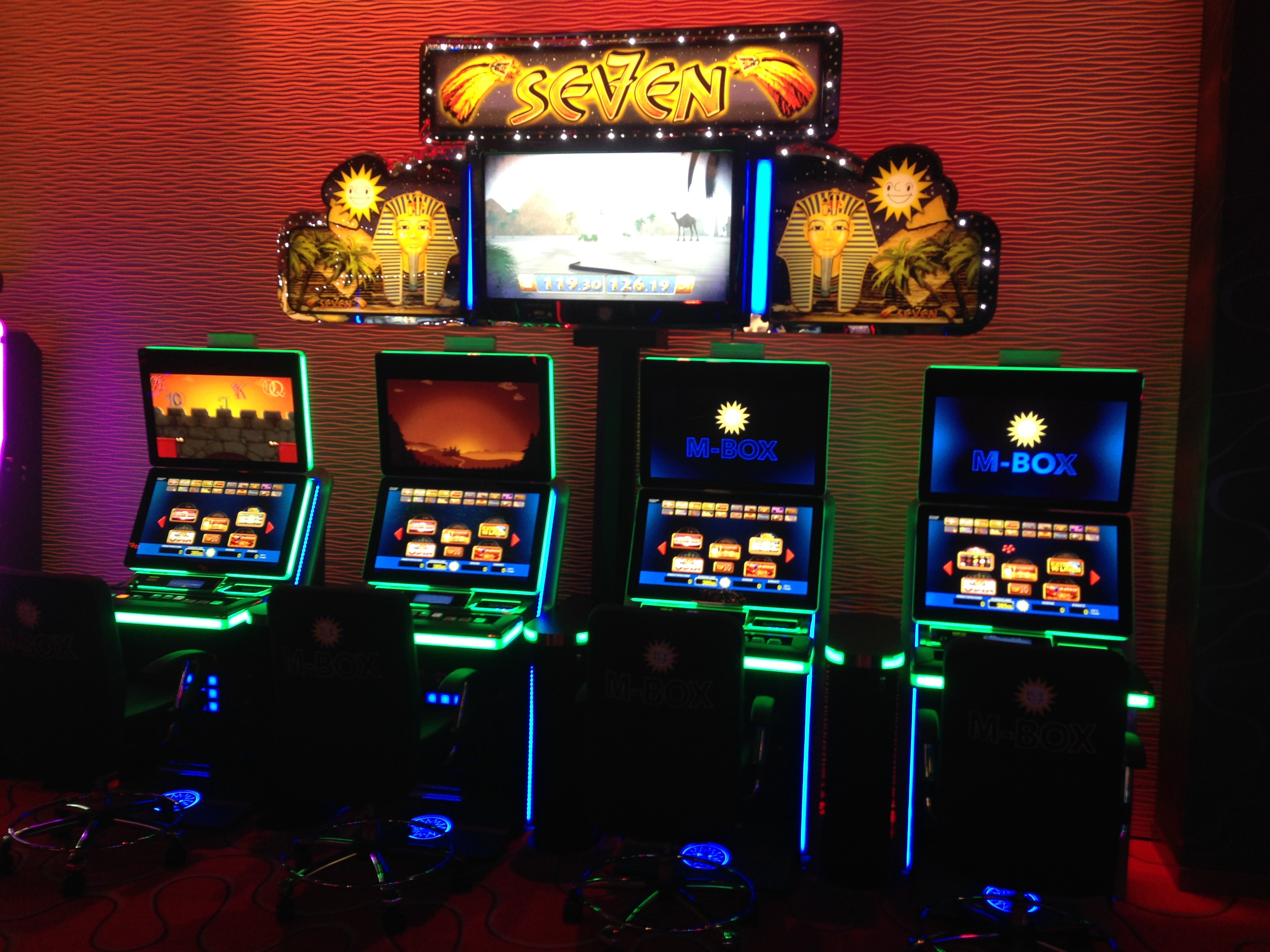
Spielbank Magdeburg (2016)

Ein Spielautomat ist ein ursprünglich mechanisch, später elektromechanisch und heute meist elektronisch funktionierendes, Screen-basiertes Gerät, das nach Münzeinwurf, Eingabe einer Banknote oder eines werthaltigen Tickets einen Spielverlauf startet, dessen Ergebnis durch Zufall und Spielerbetätigungen bestimmt wird.
Motiv zum Spielen sind Unterhaltung und Hoffnung auf einen Gewinn. Kommerzielle Nutznießer des Automaten sind in der Regel der Betreiber sowie der Staat, der – sofern es sich um legal aufgestellte Geräte handelt – einen nicht unbeträchtlichen Teil des Gewinnes als Vergnügungs- bzw. Spielbankabgabe erhält.

## Begriffsbedeutung

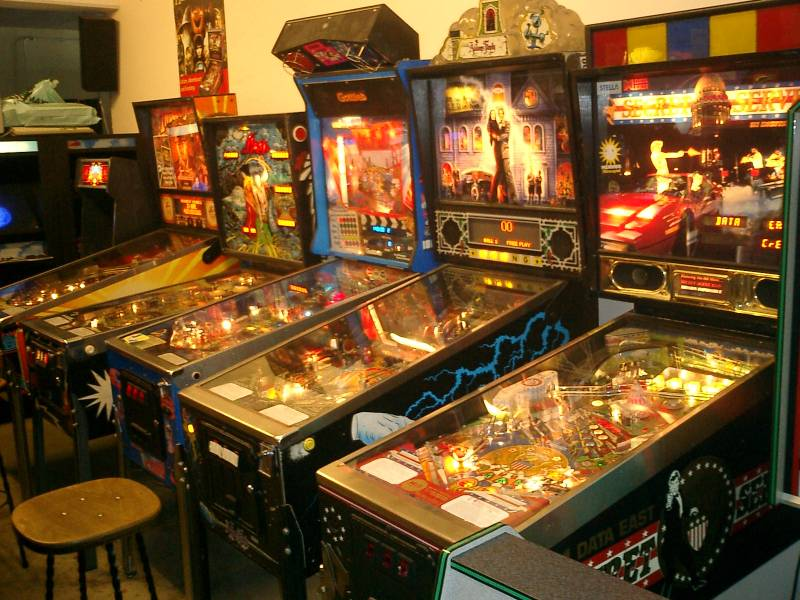
Flipper-Automat

Mit dem Begriff „Spielautomaten“ werden in Deutschland meist Geldspielgeräte im Sinne des § 33c der Gewerbeordnung (GewO) bezeichnet, wie sie in Gaststätten und Spielhallen aufgestellt werden dürfen. Allerdings wird die Begriffsbedeutung teilweise auch weiter gefasst:
- Einarmige Banditen oder Slotmachines, die mit heute weitgehend identischen Spielangeboten wie in Geldspielgeräten, aber mit deutlich höheren Einsatzmöglichkeiten und Gewinnchancen in Spielcasinos betrieben werden (siehe Abschnitt Spielautomaten in Spielbanken).
- Unterhaltungsautomaten ohne Geldgewinnmöglichkeit wie
  - Flipperautomaten
  - Arcade-Automaten
  - mechanische Automaten
- Eine Kombination von Verkaufsautomat und Glücksspiel sind Greifautomaten.

In Spielbanken wird das Automatenspiel oft als „Kleines Spiel“ bezeichnet in Abgrenzung zum „Großen Spiel“, das die klassischen Glücksspiele wie Roulette und Black Jack umfasst.

## Spielablauf
Obwohl programmgesteuerte Spielautomaten, die heute fast ausnahmslos Bildschirm-basiert realisiert werden, sehr komplexe Spielabläufe aufweisen können (darunter auch klassische Kasinospiele wie Black Jack, Poker und Roulette), folgen die meisten Spielautomaten in den Grundzügen ihren elektromechanischen Vorbildern: Ein Spiel umfasst den Lauf von 3 bis 6 Walzen, die jeweils pro Halteposition mit einem Symbol versehen sind. Dabei werden, bedingt durch die Größe eines Sichtfensters, bei jeder Walze jeweils die Symbole zu einer bestimmten Anzahl von Haltepositionen angezeigt. Sehr verbreitet sind Spielabläufe mit 5 Walzen, bei denen jeweils 3 Symbole, d. h. die Symbole von 3 Haltepositionen, zu sehen sind. Meist führen drei oder mehr übereinstimmende Symbole zu einem Gewinn, sofern sie am linken Rand beginnend und ununterbrochen auf geraden oder anderweitig suggestiv erscheinenden Linien liegen.
Viele Spielautomaten verfügen über ein Jackpotsystem. Meist handelt es sich um einen „progressiven Jackpot“, bei dem ein Jackpotzähler in kleinen Schritten erhöht wird, um den derart kumulierten Wert bei Eintritt eines bestimmten Ereignisses („Jackpot-Auslösung“) auszuschütten. In Spielbanken werden meist sogar mehrere Geräte an ein gemeinsames Jackpotsystem angeschlossen (LAN progressive machines, d. h. Local-Area Network progressive machines in Abgrenzung zu Stand-Alone Progressive machines), wobei ein vorher festgelegter Prozentsatz des Spieleinsatzes in den zentralen Jackpotzähler transferiert wird, um beim Gewinnereignis diesen kumulierten Betrag an einem teilnehmenden Spielautomaten als Gewinn auszuzahlen. Ein solches Jackpotsystem kann auf eine einzelne Spielbank beschränkt sein, aber auch Spielbank-übergreifend funktionieren (WAP machines, d. h. Wide-Area Progressive machines) z. B. über ein gesamtes Bundesland wie beim Bayern-Jackpot. Die aktuellen Stände von Jackpots werden zum Zweck der Werbung heute in der Regel im Internet veröffentlicht. Eine Standardisierung für progressive Jackpots liegt mit der Spezifikation GLI-12 vor.

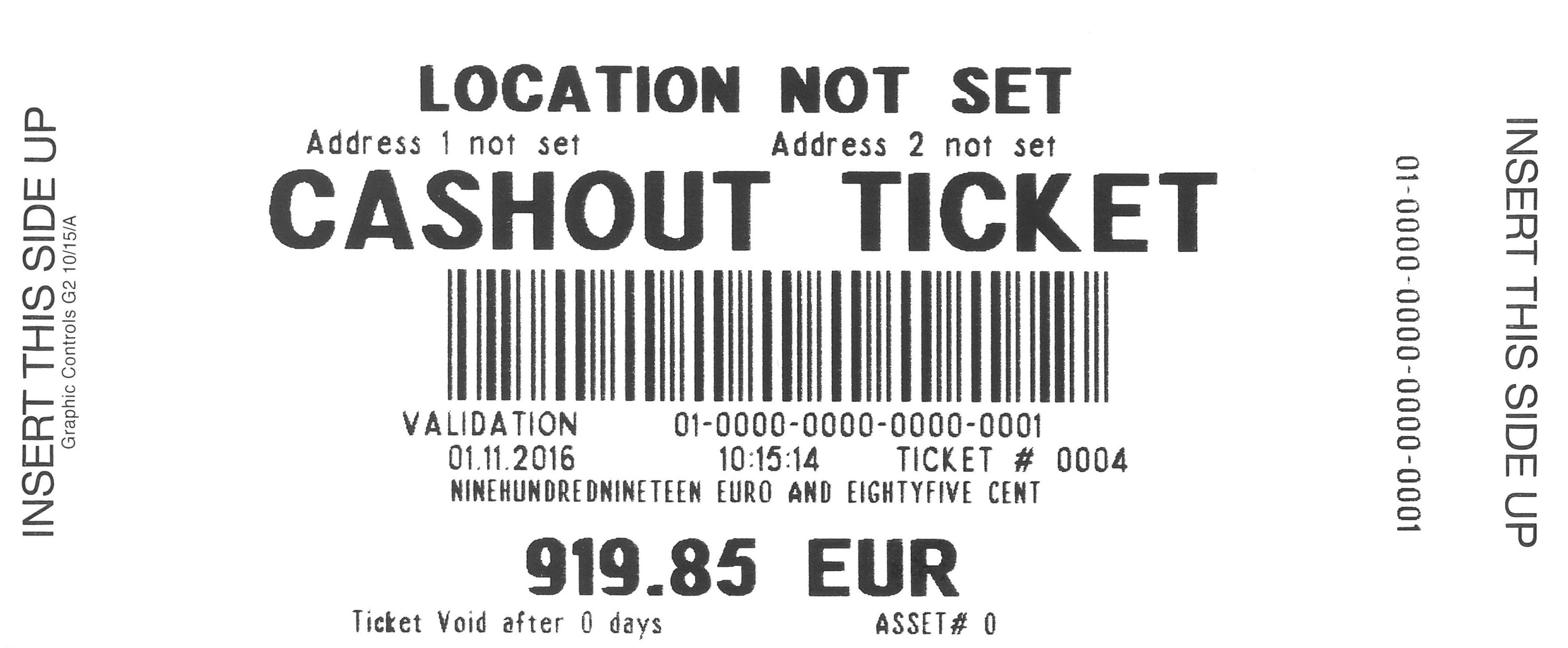
Cashout-Ticket (Muster), wie es in Spielbanken verwendet wird

Die Auszahlung der an einem Spielautomaten erzielten Gewinne erfolgt klassisch in Form von Münzen aus entsprechenden Auszahleinheiten, sogenannten „Hoppern“ (eigentlich Coin-Hopper), heute auch in Form vom Banknoten aus „Banknotenrecyclern“ oder durch Handauszahlung des Aufsichtspersonals. Zumindest in Casinos erfolgt die Auszahlung heute weitgehend bargeldlos in Form von Guthaben-Tickets („TiTo“: Ticket in, Ticket out). Hierbei druckt das Gerät nach Drücken der Auszahltaste ein Ticket aus, auf dem der Gewinnbetrag aufgedruckt ist. Dieser Gutschein in der Größe eines US-Dollars kann anschließend statt einer Banknote für das Spiel an einem anderen Gerät (innerhalb des gleichen Casinos) verwendet werden oder an einem Rückwechselautomat in Bargeld getauscht werden. Handauszahlungen sind in amerikanischen Casinos nur noch bei Gewinnen über 1199 $ erforderlich, da ein höherer Gewinn steuerpflichtig ist.
Im Jahr 1990 wurden die ersten Online-Casinos veröffentlicht und bieten seitdem auch Online-Spielautomaten an.

## Regulierung und statistische Analyse
Wie auch andere Glücksspiele unterliegen Spielautomaten und ihr Betrieb umfangreichen rechtlichen Regelungen, die je nach Rechtsordnung und Lokalität der Automatenaufstellung differieren. Basierend auf solchen Regulierungen, insbesondere solchen für Casinos, wurde von den Gaming Laboratories International LLC eine Zusammenstellung von technischen Anforderungen in Form der technischen Norm GLI-11 erstellt, die als Grundlage einer Prüfung und eines darüber erstellten Zertifikats durch eine dafür akkreditierte Prüfstelle dienen kann. Die Anforderungen beziehen sich sowohl auf die technische Sicherheit (Schutz gegen Manipulationen, Veränderungen sowie Störungen, beispielsweise nach einer Spannungsunterbrechung), als auch auf Transparenz gegenüber dem Spielpublikum sowie den Finanz- und Aufsichtsbehörden.
Bestandteil der Anforderungen nach GLI-11 ist insbesondere, dass die innerhalb des Spielverlaufs zufällig bestimmten Haltepositionen gleichverteilt sind und ein Zufallsergebnis keine Auswirkung auf zukünftige Zufallsentscheidungen haben darf. Programmtechnisch werden Pseudozufallsgeneratoren verwendet, deren Ergebnisse im Rahmen eines statistischen Tests qualitativ nicht von den Ergebnissen eines klassischen Zufallsprozesses auf Basis eines Würfels oder eines Roulette-Kessels unterschieden werden können.
GLI-11-konforme Spielautomaten lassen sich daher auf Basis der sogenannten PAR Sheets (kurz PARS für Probability Account Reports Sheets) mathematisch mit Methoden der Wahrscheinlichkeitsrechnung vollständig berechnen. Dazu müssen die Wahrscheinlichkeiten der möglichen Gewinnkombinationen aus den Symbolbelegungen der einzelnen Walzen mit Methoden der Kombinatorik berechnet werden. Anschließend kann der relativ auf den Einsatz bezogene Erwartungswert der Gewinne (Auszahlquote, auch RTP für return to player) berechnet werden; ebenso die Volatilität, und zwar bei stochastisch unabhängigen Spielverläufen in Form der Standardabweichung.
Im Fall klassischer, das heißt mechanischer und elektromechanischer, Spielautomaten ist eine solche Berechnung vergleichsweise elementar möglich, wobei die Sicherstellung einer genügenden Zufälligkeit technisch sehr aufwändig war. Dagegen kann die Berechnung für moderne programmgesteuerte Spielautomaten mit einer hohen Anzahl von Haltepositionen auf den bis zu 6 Walzen, diversen Einfluss- und Auswahlmöglichkeiten sowie aufgrund von erst in späteren Spielen realisierten Gewinnoptionen, wie sie erstmals in einem Spielautomaten bereits 1936 realisiert wurden, sehr kompliziert werden. Für die letztgenannten Gewinnoptionen bedarf es mathematisch einer Modellierung mittels einer Markow-Kette.

## Geschichte

### Die Anfänge

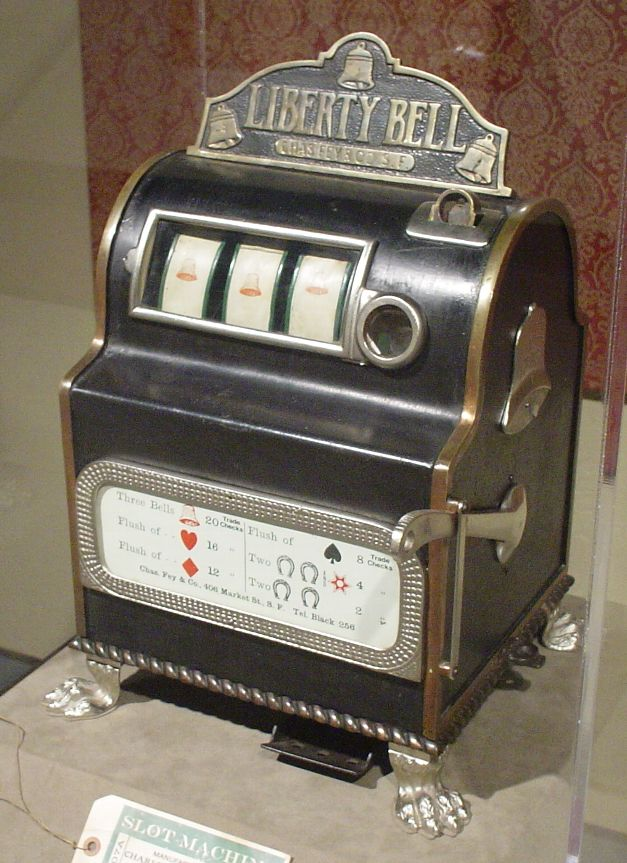
Liberty Bell (1899)

Der Name einarmiger Bandit kommt von dem englischen Ausdruck one-arm(ed) bandit und daher, dass solche Automaten früher nur einen Arm (Hebel) hatten, aber dem Benutzer wie ein Dieb oder Betrüger die Taschen leerten, entsprechend der Bedeutung von bandit in der Umgangssprache. In den USA werden diese Geräte auch slot machine (slot bezeichnet den Münzeinwurfschlitz), in Australien poker machine und in Großbritannien fruit machine (= Obstmaschine, nach den Symbolen auf den Walzen) genannt.
Das Betätigen eines Hebels setzt Walzen mit Symbolen in Bewegung, wobei der Spielablauf anfänglich rein mechanisch realisiert wurde, später elektro-mechanisch und heute programmgesteuert. Ziel eines 2 bis 3 Sekunden dauernden Spiels ist es, dass die Walzen nach dem Stehenbleiben in bestimmten Positionen übereinstimmende Symbole anzeigen.
Der erste aller Geldspielautomaten war die Black Cat der Brüder Caille. Erbaut im Jahr 1889 hatte sie schon den typischen Seitenarm und erhielt als erste die Bezeichnung „einarmiger Bandit“.
Besondere Bekanntheit erlangte das Gerät Liberty Bell des aus Schwaben nach Kalifornien ausgewanderten Maschinenbauers Charles August Fey, welches er 1899 in San Francisco erfand. Diese Slotmachine war die erste mit einem 3-Walzen-Spielsystem. Der Name leitete sich vom Symbol, das bei dreifachem Erscheinen den Höchstgewinn auslöste. Aufgrund der fehlenden Patentanmeldung dieser Erfindung geriet das System zum Allgemeingut der Glücksspielbranche. Vor der Etablierung dieses Systems produzierten viele Hersteller Stand-Slots, die nach dem Rouletteprinzip funktionierten und bei denen auf eine Farbe gesetzt werden musste, bevor man die Roulettescheibe meist mit einem Hebel in Bewegung versetzte.

### Die weitere Entwicklung
Die traditionellen Geräte mit Walzen und Handhebel wurden inzwischen weitgehend von modernen Spielautomaten mit Bildschirmen abgelöst, auf denen die Walzen und ihr Lauf nur grafisch dargestellt werden. Diese Bildschirmgeräte bieten zugleich den Vorteil, dem Spieler die Auswahl zwischen mehreren Spielen oder Spieleinsätzen zu ermöglichen. Zum Teil ist es dem Spieler sogar möglich, ebenfalls den Wert eines Kredites, d. h. die kleinste Einheit des Spieleinsatzes, selbst bestimmen kann (sog. Multi-Denomination). Je nach Ausführung der Maschine können auch mehrere Gewinnlinien – bis über 100 – oder Kredite je Gewinnlinie gespielt werden. Der Wert pro Kredit kann vor allem in US-Casinos sehr hohe Werte erreichen, teilweise sogar bis 1000 $ pro Kredit, was auch die möglichen Gewinne entsprechend vervielfacht.

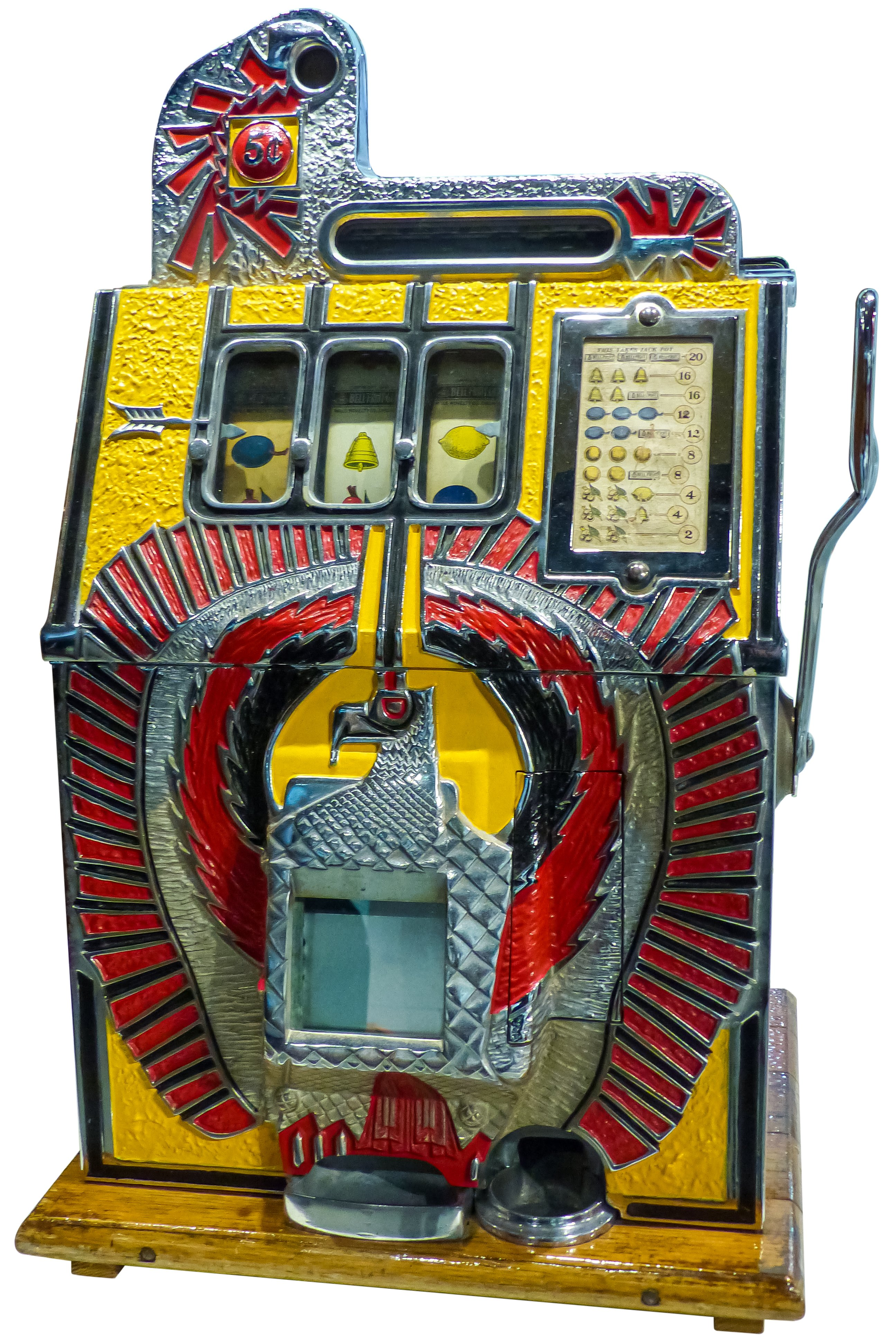
Mechanische Slotmaschine War Eagle (USA, 1931)
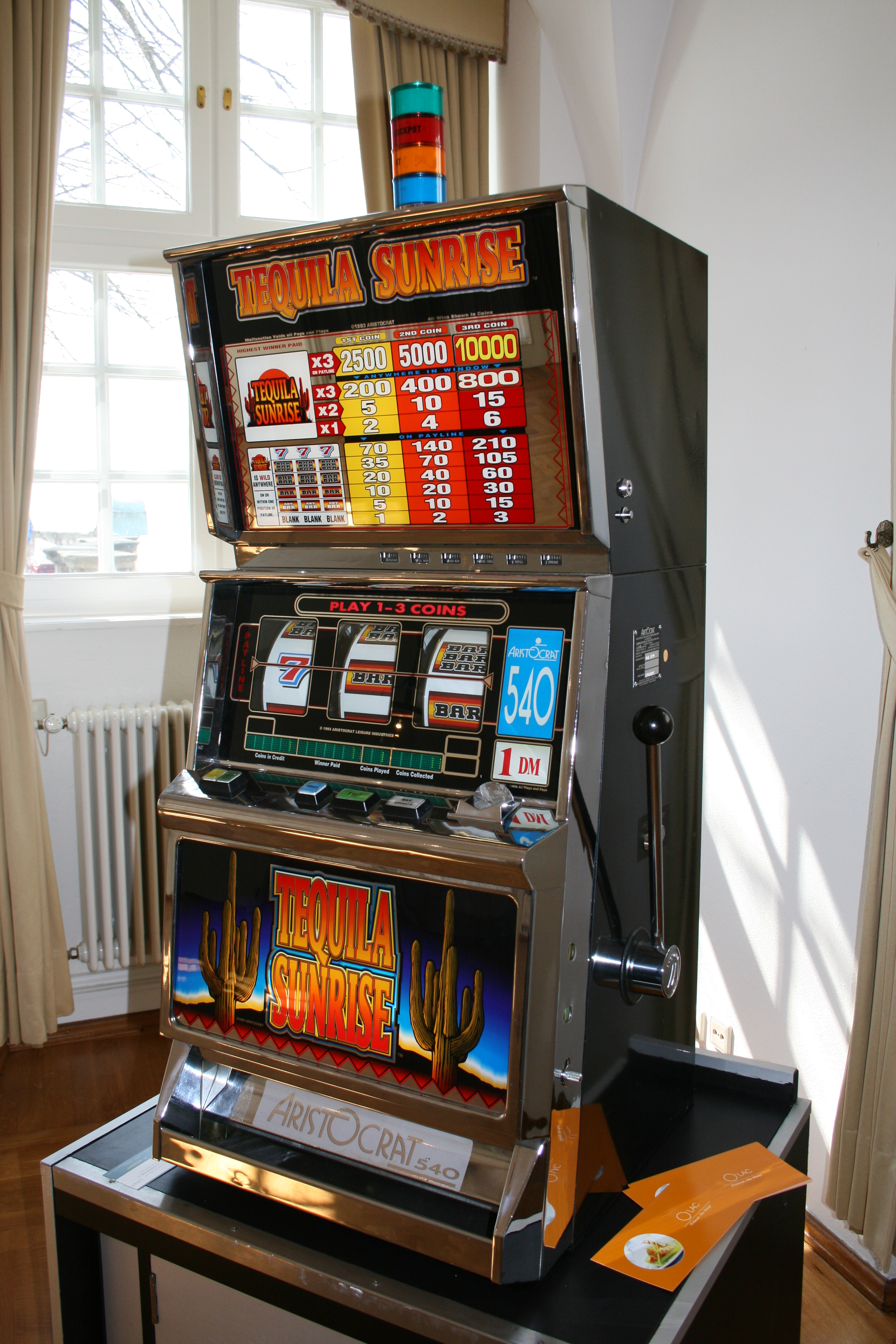
Tequila Sunrise (1990er-Jahre) mit Starthebel und Münzeinwurf
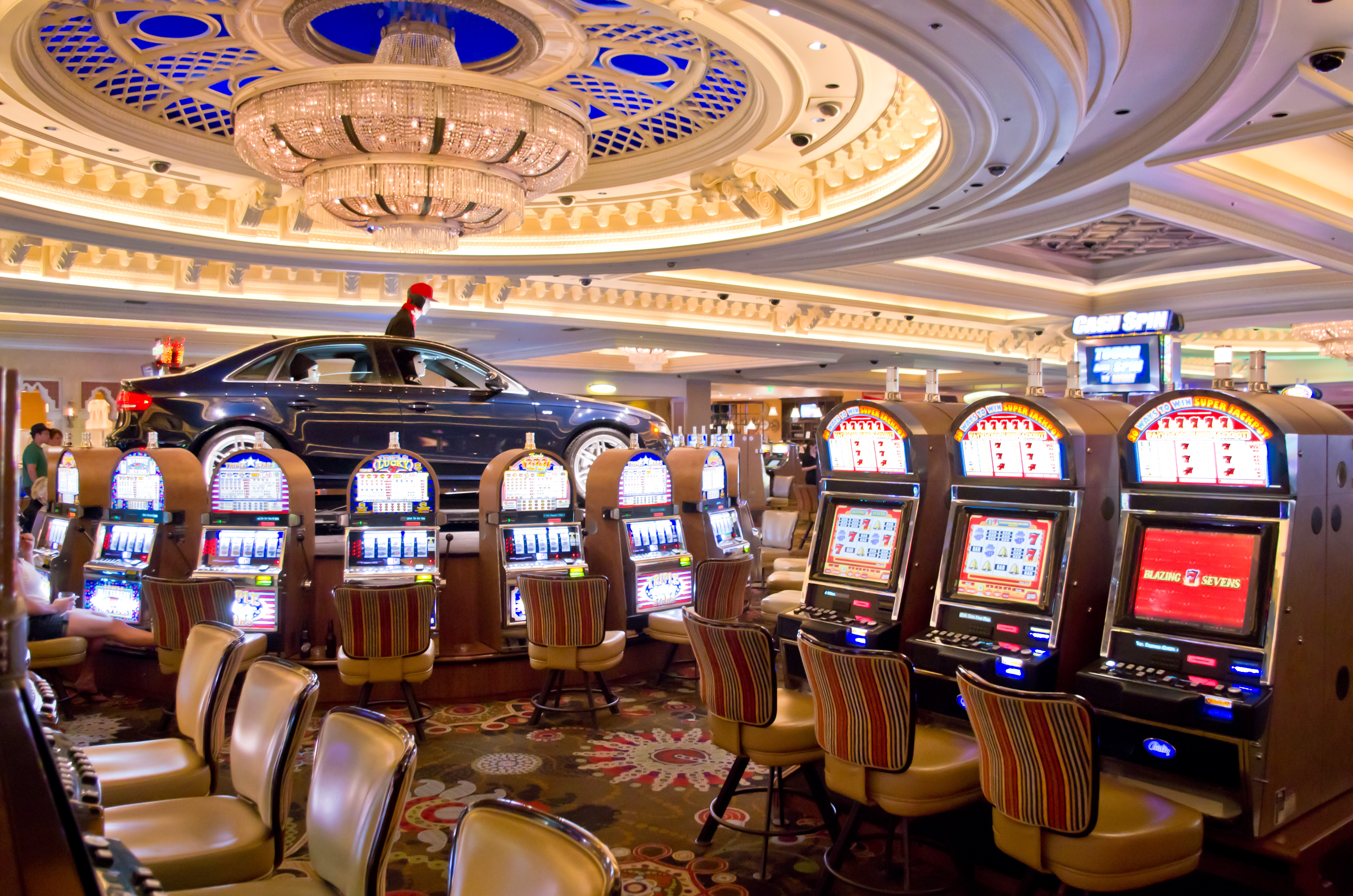
Slotmaschinen im Casino Bellagio am Las Vegas Strip (2011)
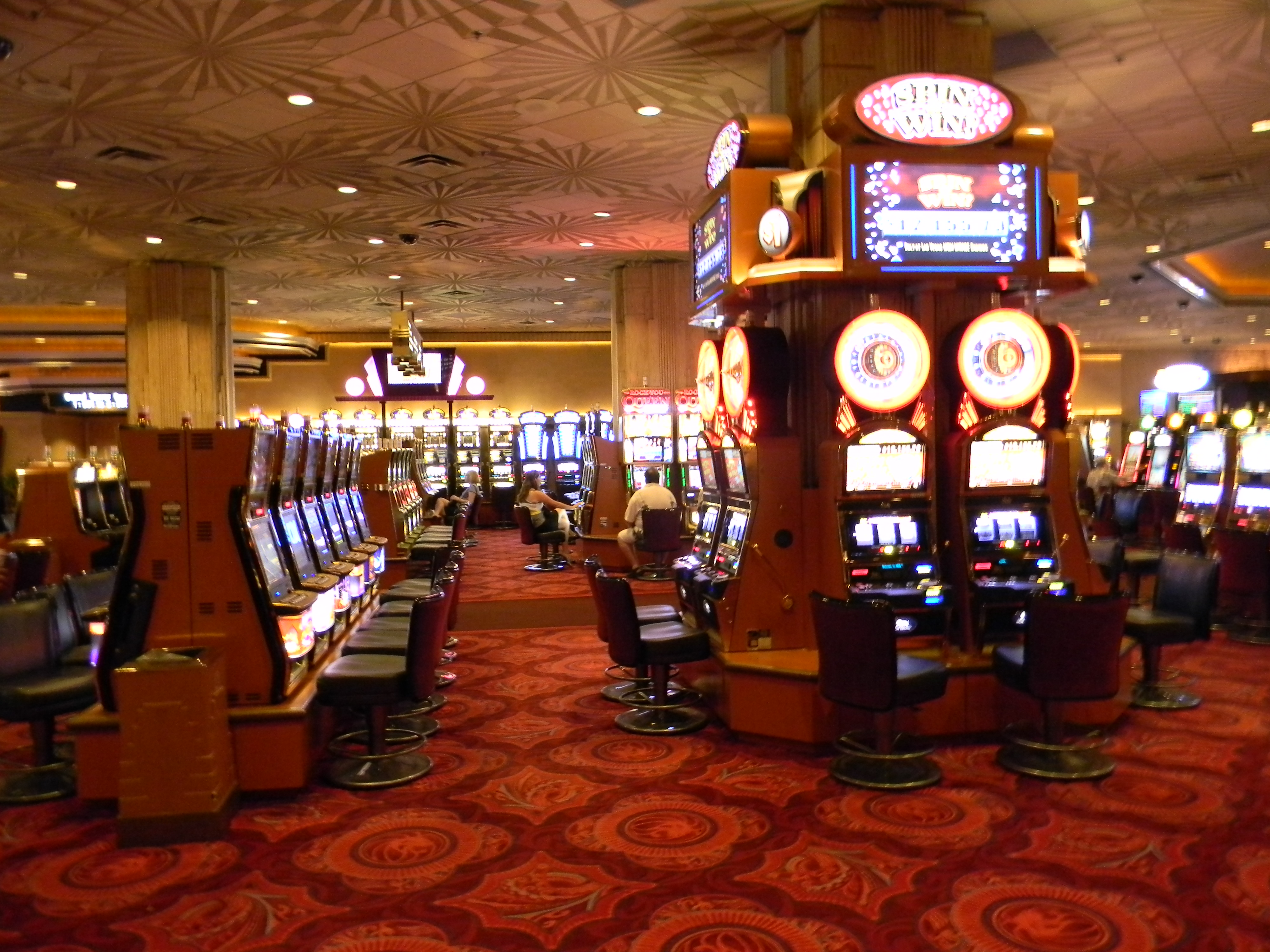
Slotmaschinen im MGM-Casino am Las Vegas Strip (2010)

### Geschichte in Deutschland

#### Gewerblich betriebene Spielautomaten

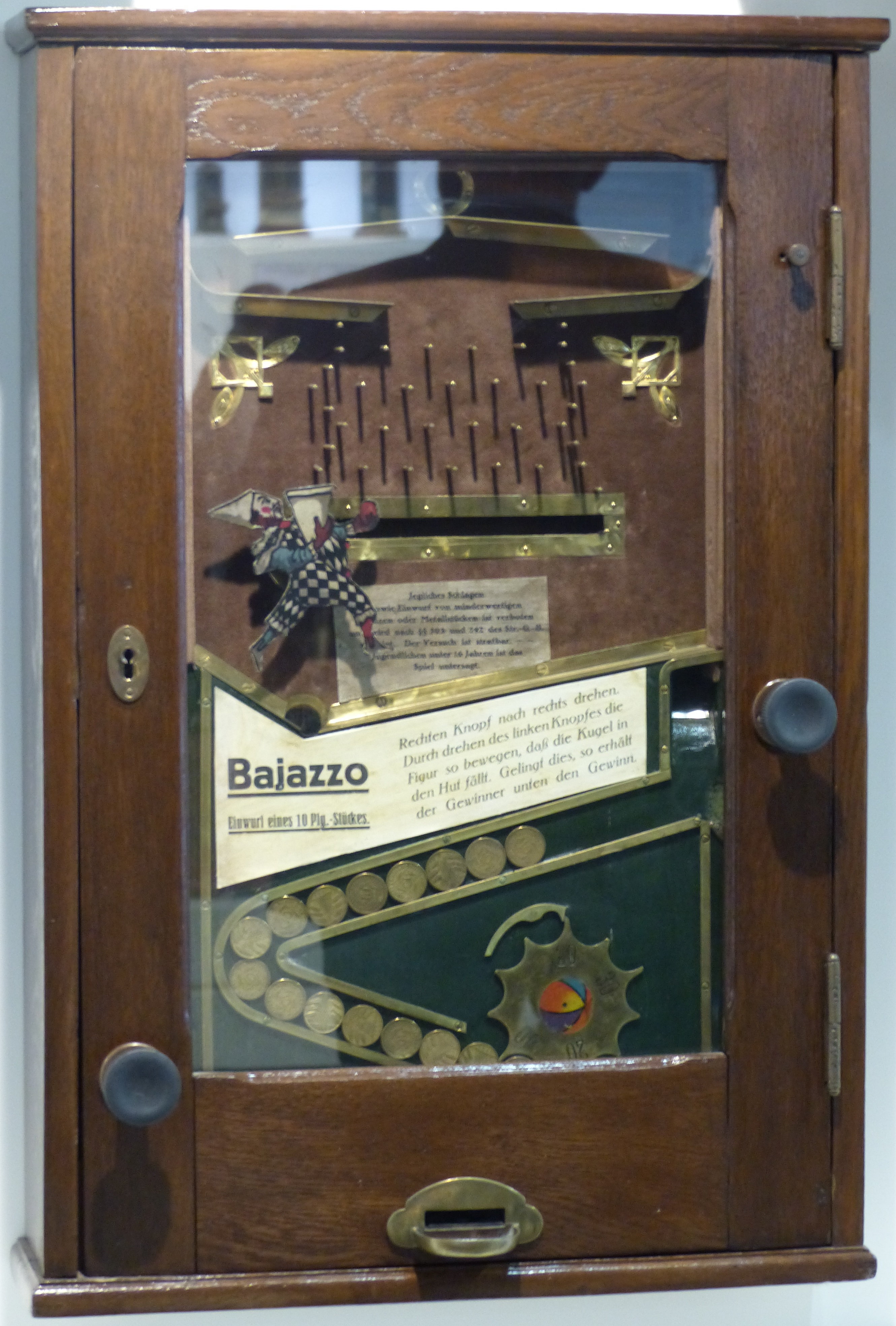
Fingerschlagautomat Bajazzo ab ca. 1910

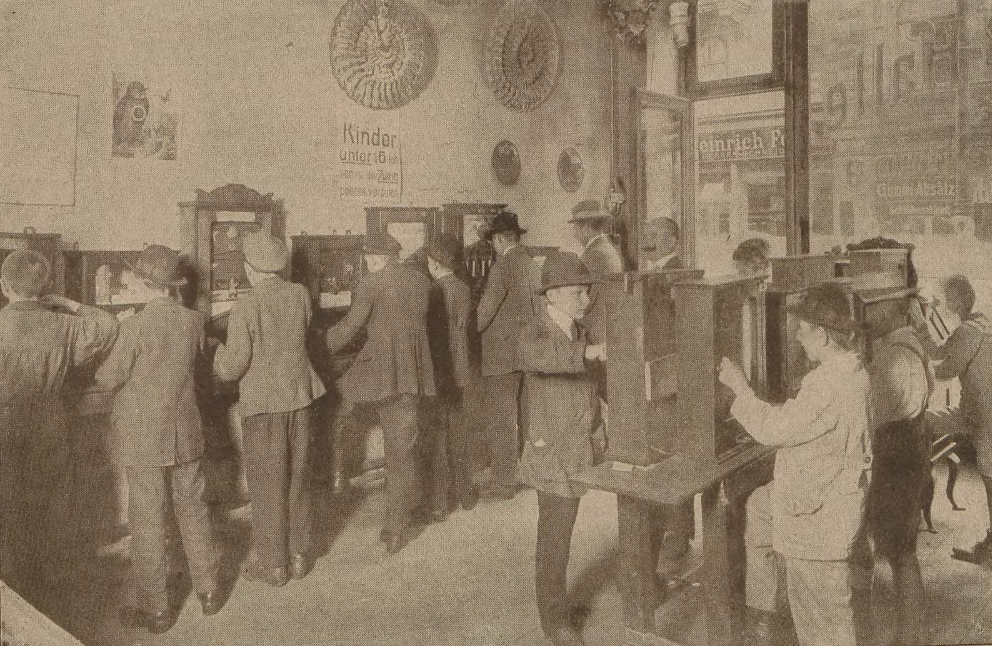
Berliner Spielhalle 1919 mit Automaten des Bajazzo-Typs: „Kinder unter 16“ hatten laut Aushang keinen Zutritt

Schon in der ersten Dekade des 20. Jahrhunderts produzierte die Leipziger Firma Jentzsch & Meerz die ersten Geldspielautomaten in Deutschland. Das bekannteste Gerät war der Fingerschlagautomat Bajazzo. Wie ähnliche Geräte wurde der Bajazzo lange Zeit als Geschicklichkeitsspiel eingestuft und fiel somit nicht unter das Glücksspielverbot nach § 284 Strafgesetzbuch (StGB). In den 1920er-Jahren wurden allein in Berlin über 10.000 solche Automaten betrieben. 1928 stufte das Reichsgericht den Bajazzoapparat in einem Urteil als Glücksspiel ein, wobei es die maßgeblichen Bewertungskriterien festlegte. In Folge wurde im Dezember 1933 mit einer Ergänzung der Gewerbeordnung die erste Rechtsgrundlage zum Betrieb von Geldspielautomaten geschaffen. Ein halbes Jahr später legte man mit einer Durchführungsverordnung die Prüfung und Zulassung von Spielautomaten in die Hände der Physikalisch-Technischen Reichsanstalt, die in einem Merkblatt technische Anforderungen formulierte, die in Bezug auf Chancengleichheit bis heute Bestand haben. Allerdings wurde mit einer weiteren Durchführungsverordnung bereits ein Jahr später die Aufstellung von Automaten, bei denen Geld oder Wertmarken gewonnen werden konnten, auf Jahrmärkte und Schützenfeste beschränkt, womit das Aufkommen bei den Verlosungen und Sammlungen von Winterhilfswerk und Nationalsozialistischer Volkswohlfahrt vermehrt werden sollte.

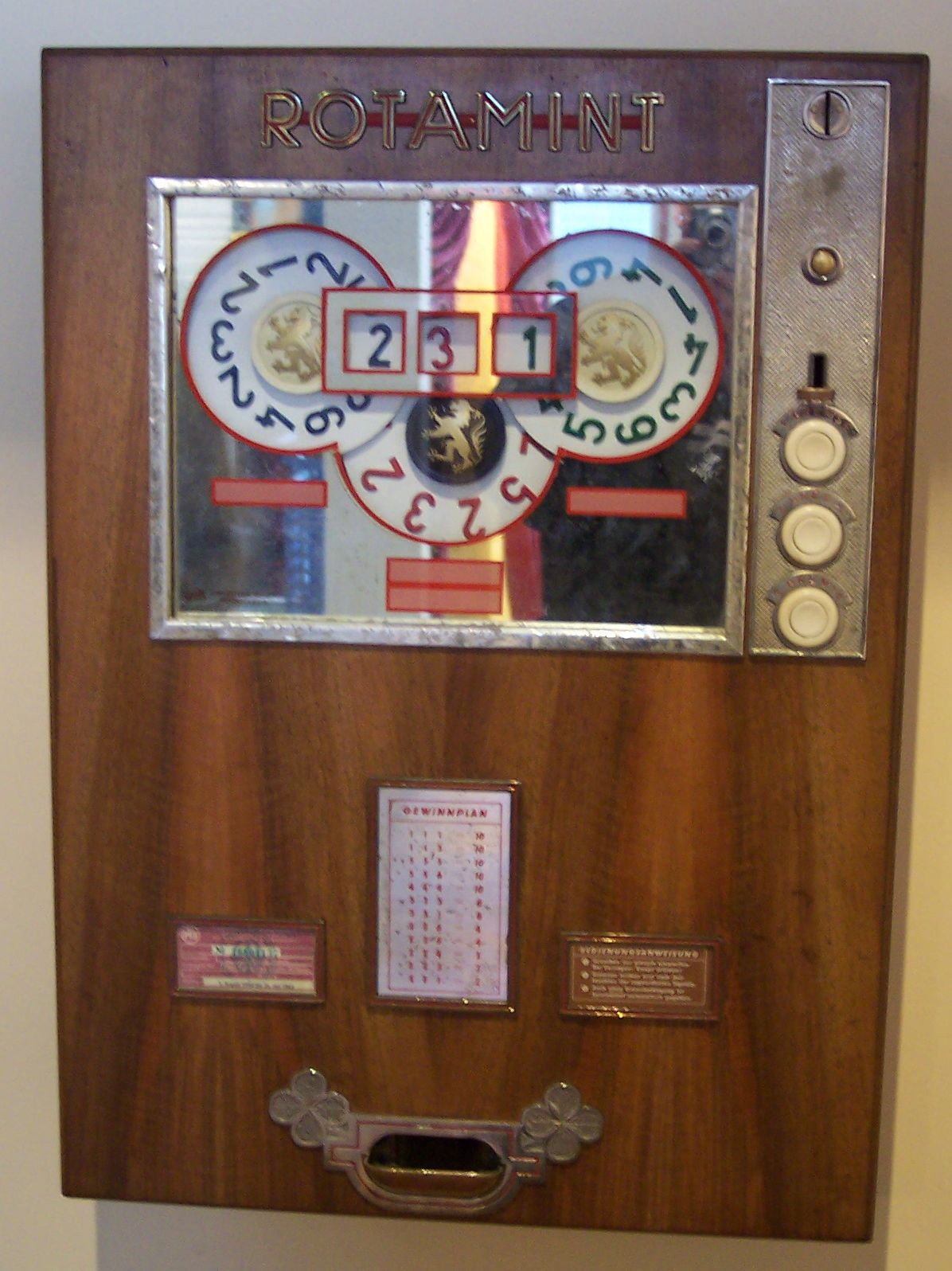
Rotamint, NSM, 1952

Nach Gründung der Bundesrepublik Deutschland erfolgte die erste Änderung des gewerblichen Spielrechts 1951. Dabei wurde zunächst die Beschränkung der Aufstellung auf Jahrmärkte beibehalten, jedoch legten begleitend veröffentlichte Zulassungsrichtlinien erstmals Kriterien fest, nach denen die Zulassung von Spielautomaten durch die Physikalisch-Technische Bundesanstalt (PTB) zu erfolgen hatte. Demnach möglich waren sowohl von der Geschicklichkeit wie vom Zufall abgängige Spiele (Art. I, Nr. 2). Die Mindestspielzeit betrug 15 Sekunden, der Höchsteinsatz 0,10 DM, der Höchstgewinn das Zehnfache des Einsatzes und die Mindestauszahlquote bei einem blindspielenden Spieler 60 % – bei Spielen von mindestens einer Minute Dauer in vorgegebenen Abstufungen weniger (Art. I, Nr. 3). Die Vorgaben für die Mindestspielzeit von 15 Sekunden, den Höchsteinsatz von 0,10 DM und den Höchstgewinn von 1,00 DM wurden 1953 in die Durchführungsverordnung übernommen. Außerdem wurden die möglichen Aufstellorte nach Gesichtspunkten des Jugendschutzes ausgerichtet, nämlich auf Spielhallen und geeignete Gaststätten. Schließlich wurde eine Differenzierung zwischen mechanisch betriebenen Spielen und Spieleinrichtungen (Spielgeräte) und anderen, eine Gewinnmöglichkeit bietenden Spielen eingeführt.
Eine umfassende Neuordnung des gewerblichen Spielrechts erfolgte 1962. Dabei wurden die Anforderungen an den Betrieb („Aufstellung“) eines Spielgerätes und die Veranstaltung eines anderen Spieles geregelt, ebenso die Anforderungen an die Zulassung einer Spielgerätebauart und die Erlangung einer Unbedenklichkeitsbescheinigung für ein anderes Spiel. Zwei weitere Verordnungen regelten das Prozedere zur Erlangung einer Zulassung einer Spielgerätebauart und die Erlangung einer Unbedenklichkeitsbescheinigung für ein anderes Spiel. Mindestspielzeit, Höchsteinsatz und -gewinn für Spielgeräte blieben dabei gegenüber den Vorgängerregelungen erhalten, wurden aber später inflationsbedingt stufenweise angepasst auf 0,20 DM / 2 DM (1968), 0,30 DM / 3 DM (1976), 0,40 DM / 4 DM (1993) und 0,20 € / 2 € bei der auf 12 Sekunden verkürzten Mindestspielzeit zur Euroeinführung zu Beginn des Jahres 2002.

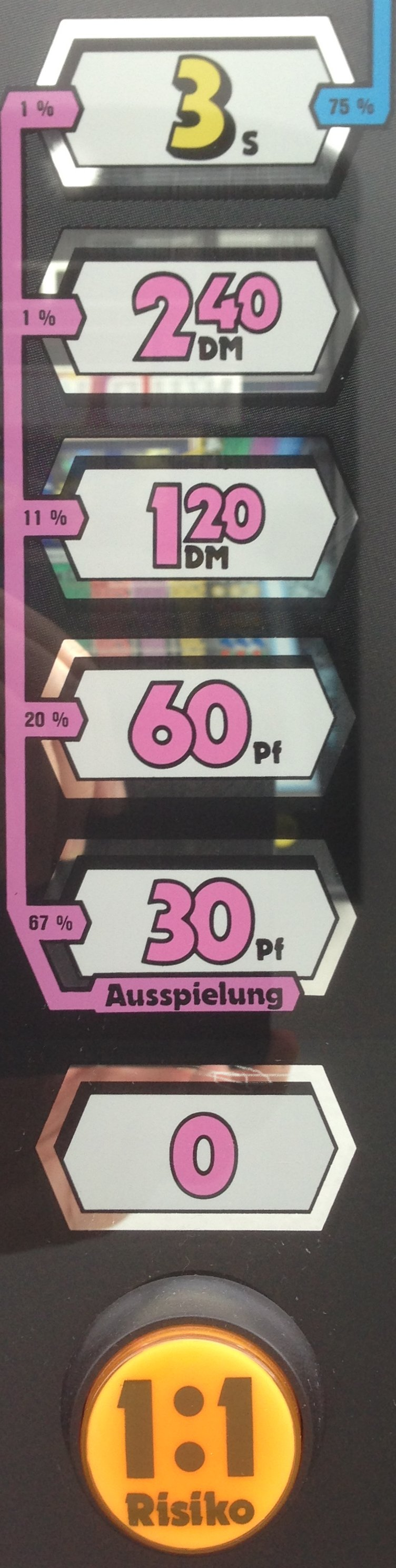
Unterer Teil einer Risikoleiter – ab ca. 1980 für drei Jahrzehnte typisch für Geldspielgeräte

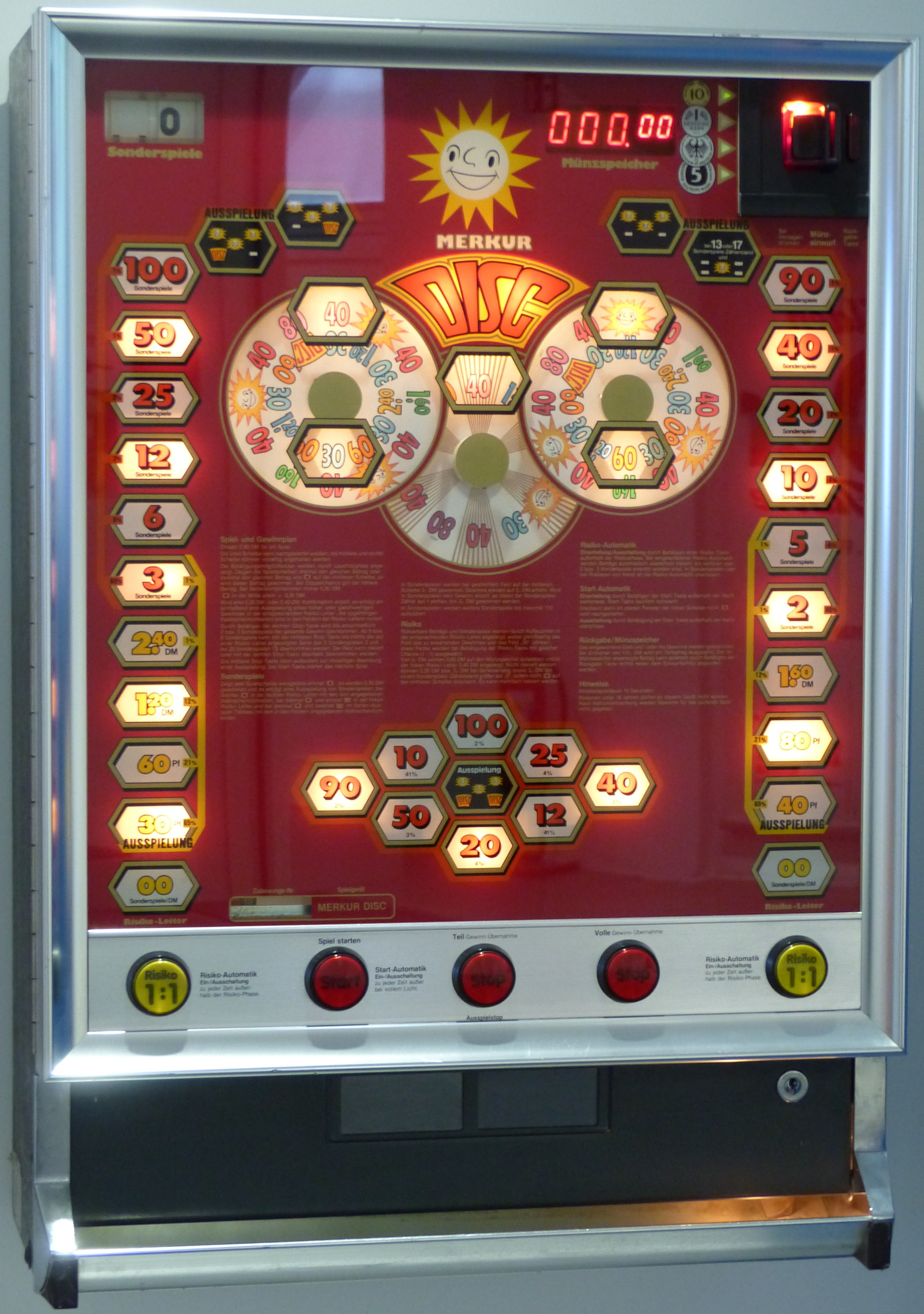
Merkur Disc, Gauselmann-Gruppe, 1984

Im Vergleich zu den Vorgaben für gewerblich betriebene Spielautomaten anderer Länder waren diesen Regelungen deutlich restriktiver, wodurch sich deutsche Geldspielgeräte stark von ihren internationalen Pendants mit ihren schnell ablaufenden Walzenspielen unterschieden. Zur Ausfüllung der Mindestspielzeit wurden bereits ab den 1950er-Jahren mehrphasige Spielabläufe ersonnen, bei denen einzelne Zwischenresultate eines Spiels wie z. B. erreichte Haltepositionen eines Symbolträgers optional zugunsten von erneuten Zufallsentscheidungen aufgegeben werden konnten. Solch ein Nachstart von einem oder mehreren Symbolträgern wurde in den 1980er-Jahren durch Doppelt-oder-nichts-Spielphasen, dem sogenannten Risikospiel, meist in Form sogenannter Risikoleitern, ergänzt. Die dort erzielbaren Zwischenresultate umfassten auch Gewinnoptionen, die erst in späteren Spielen zur Realisierung gelangten wie Freispiele und vor allem sogenannte Sonderspiele, d. h. Spielen mit einer erhöhten Gewinnerwartung. Solche Sonderspiele fanden bei deutschen Geldspielgeräten bereits in den 1960er-Jahren Verwendung. In der ersten Hälfte der 1980er-Jahre wurden in zwei Novellen der Spielverordnung für diese Gewinnoptionen Obergrenzen vorgegeben, und zwar differenziert danach, ob die Gewinnoptionen innerhalb oder außerhalb der Risikophase erzielt wurden. 1990 wurden diese Grenzen im Rahmen einer selbstbeschränkenden Maßnahme der Automatenwirtschaft mit zusätzlichen Begrenzungen flankiert.
Beginnend 2005 wurden Sonderspielgewinne zunehmend nicht mehr in Form einer Anzahl von Spielen, nämlich der gewonnenen Zahl von Sonderspielen, dargestellt, sondern in Form der innerhalb dieser Serie von Sonderspielen erzielbaren Cent-Beträge (Punkte). Auf dieser Grundlage wurden insbesondere Spielgeräte auf Bildschirmbasis entwickelt, die unterschiedliche Spielangebote beinhalten, deren Ablauf sich an international üblichen Standards orientiert. Nach einer wenige Jahre dauernden Übergangsphase lösten solche Spielautomaten alle Geräte mit mechanischen Walzen ab.
Die Entwicklung komplexerer Spielverläufe, die sich mikroprozessorgesteuert realisieren ließen, führten dazu, dass die von der PTB durchgeführten Prüfungen der „aus der ‚vorelektronischen Zeit‘“ stammenden Anforderungen der Spielverordnung
„einen hohen analytischen und interpretativen Aufwand“ erforderten. Um „die aufwendigen, individuell durchzuführenden Detailanalysen der Spielsysteme weitestgehend durch eine automatische Datenerhebung mit einer anschließende Auswertung mit statistischen Methoden zu ersetzen“, wurde von der PTB ab Anfang 1998 mit der Einführung eines automatisierten Prüfkonzepts für die Bauartprüfung von Geldspielgeräten „eine Richtung gegangen, die von der Detailuntersuchung der Spielgeräte zur wirkungsorientierten Beurteilung des gesamten Spielsystems“ führte. Unabhängig davon sah die PTB in den Vorgaben der Spielverordnung keine „– auch rechtlich – genügende Grundlage für eine effektive Prüfung“ von Geldspielgeräten mehr. Daher wurde die Spielverordnung ab Anfang 2006 auf eine komplett neue Systematik umgestellt. Dabei wird beim Spielablauf eines Geldspielgerätes nur der Geldfluss pro Zeit durch diverse Grenzen beschränkt, nämlich in Form von Mindestzeiten zwischen zwei Einsätzen sowie zwischen zwei Gewinnen und vor allem in Form von Höchstwerten für einen einzelnen Einsatz, einen einzelnen Gewinn sowie für saldierte Gewinne und Verluste pro Stunde. Die Sicherstellung dieser Grenzen geschieht durch eine ständig aktive Kontrolleinrichtung in Form eines Software- oder Hardware-mäßig gekapselten Moduls auf Basis eines FIFO-Speichers.

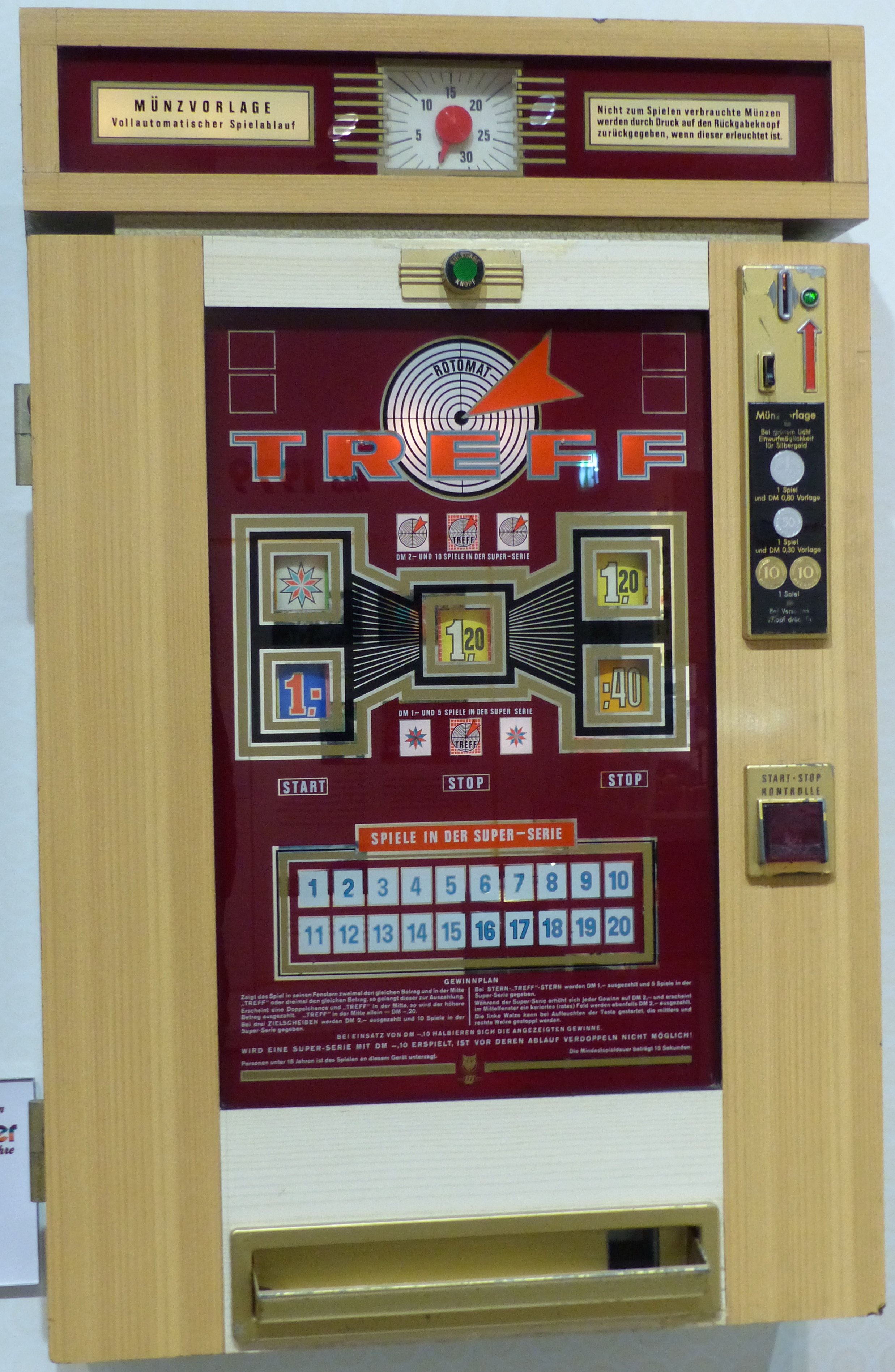
Rotomat Treff, 1968
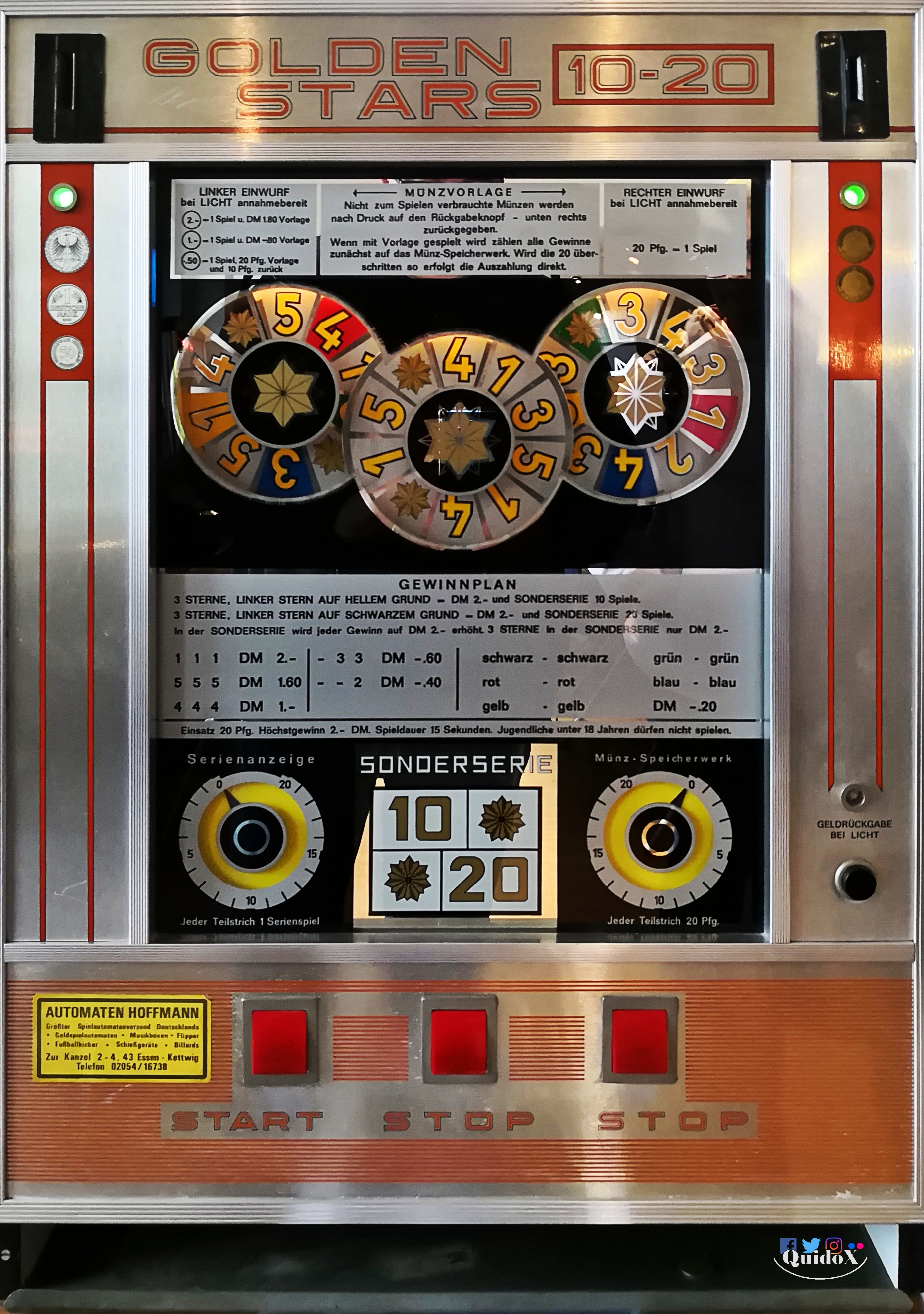
Golden Stars (1970er-Jahre) der Firma Bergmann
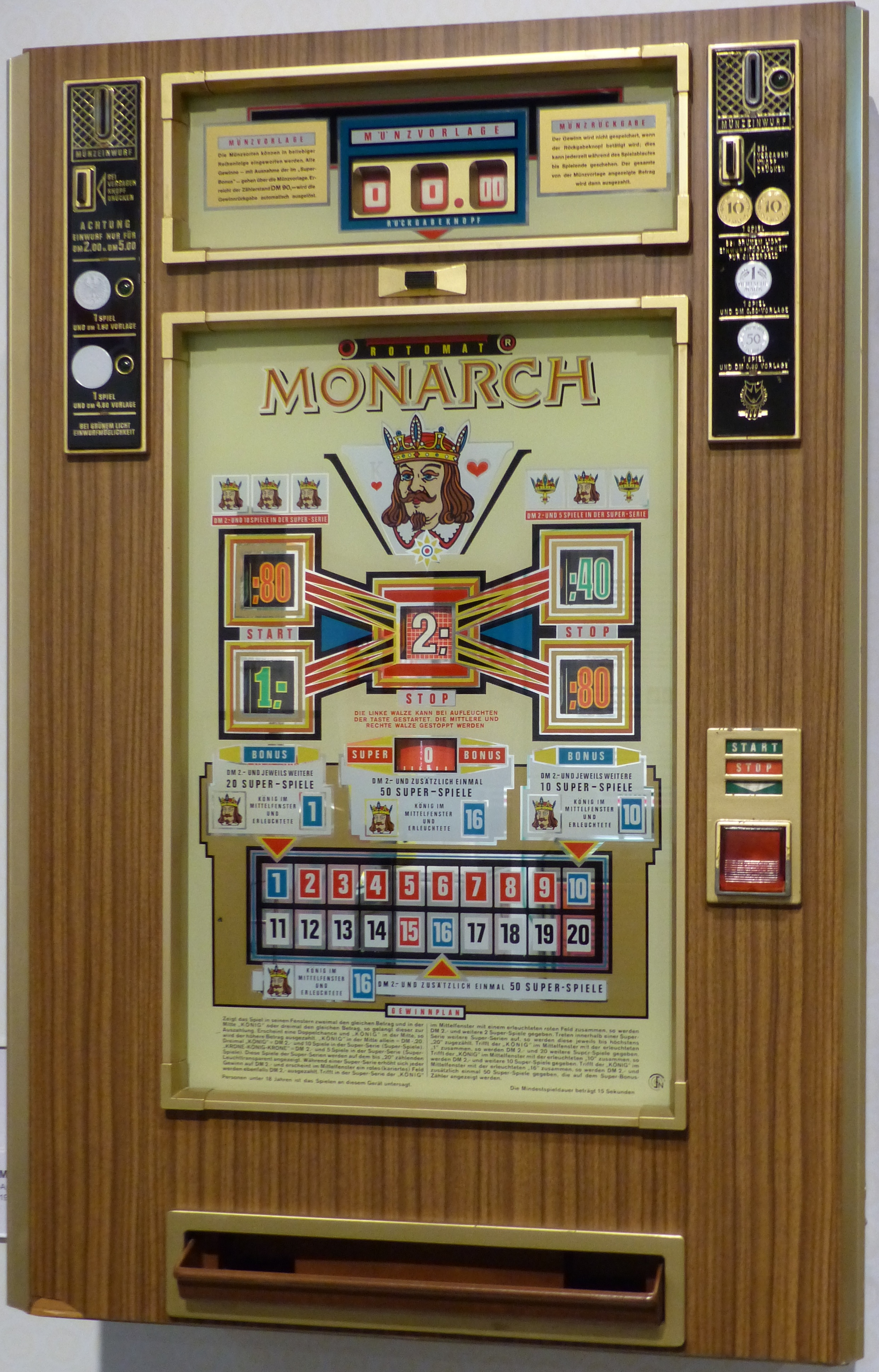
Monarch, Günter Wulff Apparatebau, 1974
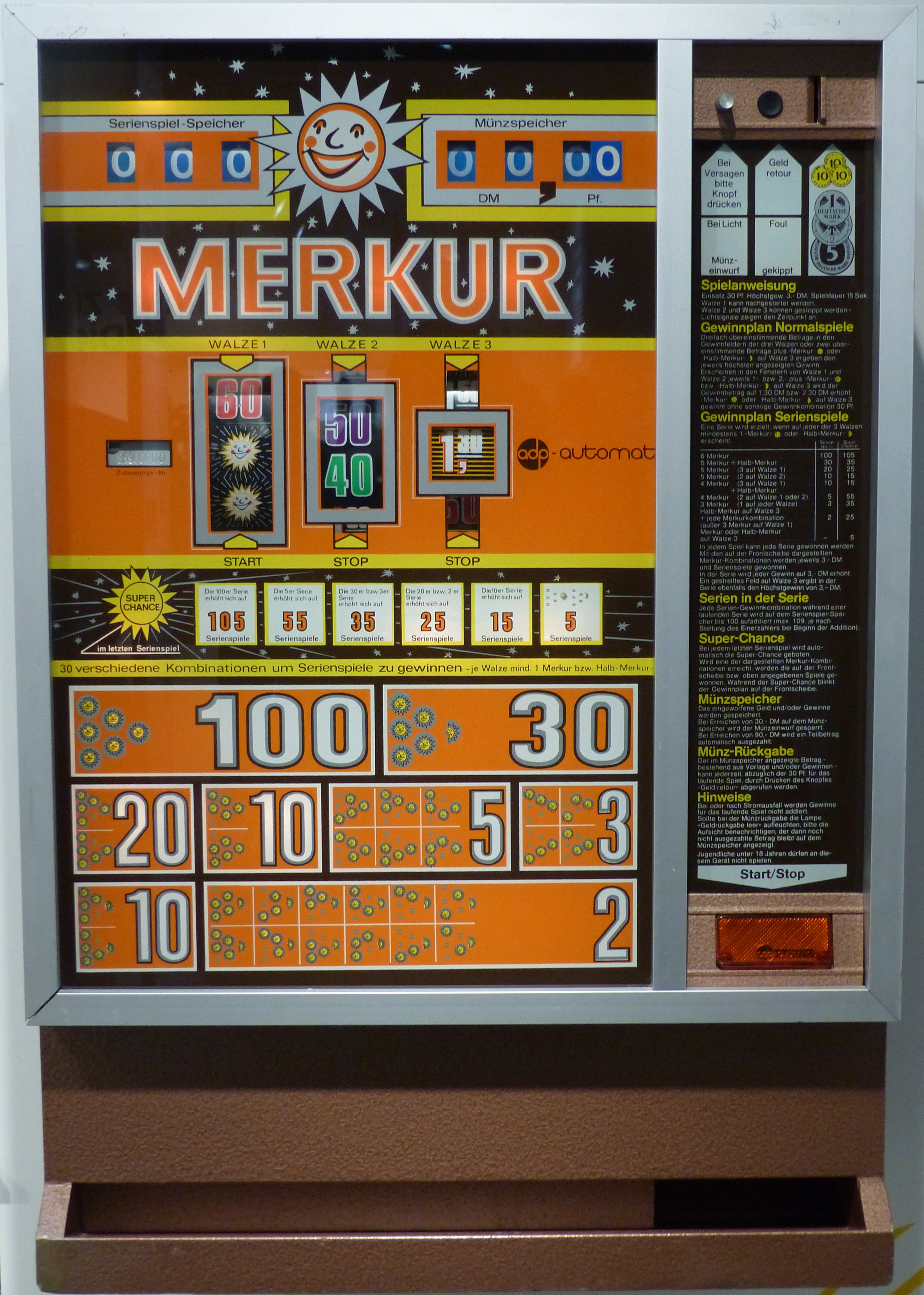
Merkur B (1977), erstes Geldspielgerät der Gauselmann-Gruppe

#### Spielautomaten in Spielbanken
Erst in den 1960er-Jahren wurden die ersten Spielautomaten in deutschen Spielbanken, die sich damals ausnahmslos in klassischen Kurorten und Seebädern befanden, aufgestellt. Noch 1970 trugen Spielautomaten in den zwölf deutschen Spielbanken nur marginal zu den Bruttoeinnahmen bei. Eine drastische Veränderung begann Mitte der 1970er-Jahre im Zuge zahlreicher Neueröffnungen von Spielbanken, insbesondere in deutschen Großstädten oder in deren Peripherie (wie im Fall der 1975 im niedersächsischen Umland Hamburgs gegründeten Spielbank Hittfeld).
Bereits 2005 gab es unter den inzwischen 80 Spielbanken 31 sogenannte Automatendependancen, in denen ausschließlich Spielautomaten angeboten wurden. Zusammen mit den Automaten, die in den Spielbanken mit einem vollständigen Angebot inklusive Tischspielen wie Roulette betrieben wurden, stiegen die Anteile der Spielautomaten an den Bruttospielerlösen von 10 % im Jahr 1980 auf 45 % im Jahr 1990 über 70 % im Jahr 2000 und 75 % im Jahr 2005 auf 77,5 % im Jahr 2018.
Anfänglich wurden die Spielautomaten der Spielbanken wie klassische Slot Machines mit Umlaufmünzen bespielt. Die Umstellung aller Spielautomaten auf Banknoten zur Einzahlung und Tickets (siehe oben) zur Ein- und Auszahlung erfolgte in den beiden ersten Dekaden des 21. Jahrhunderts.

#### Jahrmarktspielgeräte

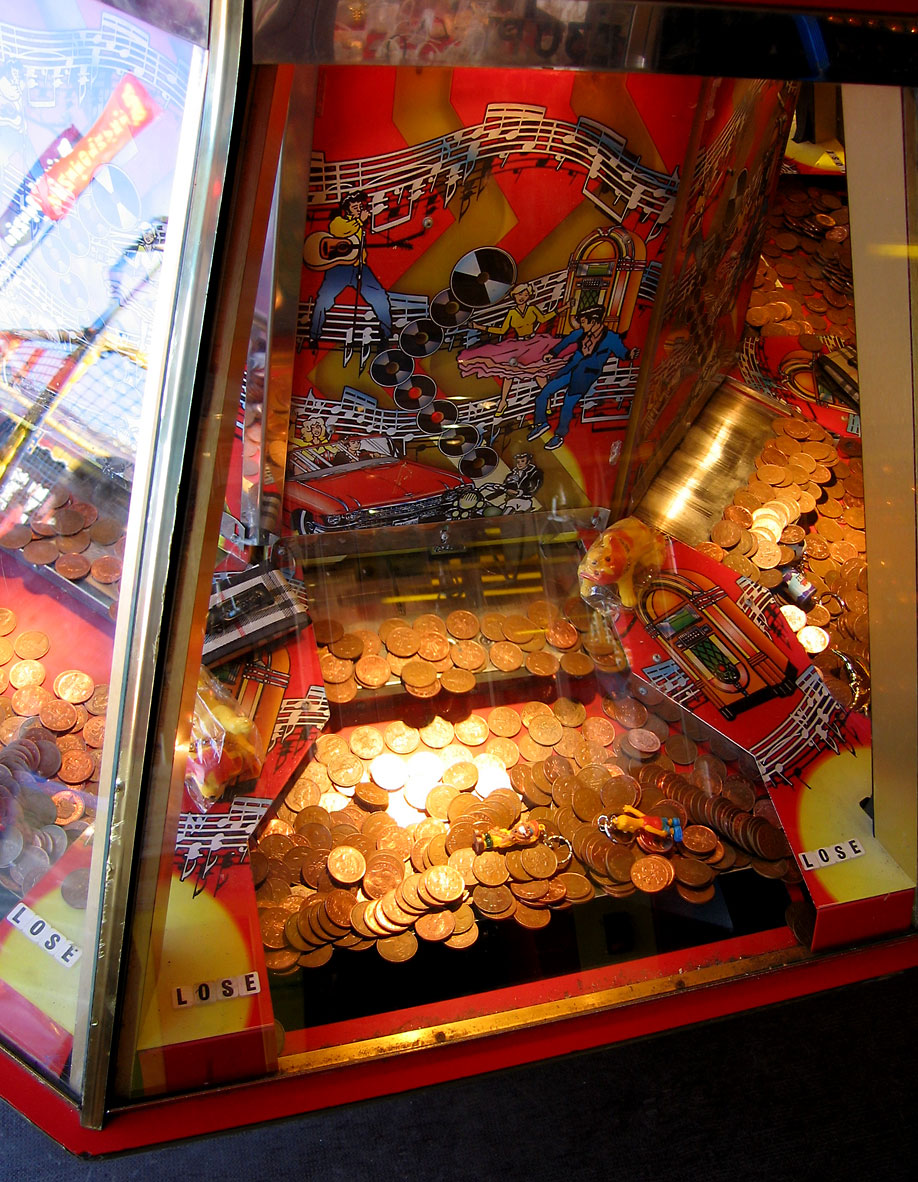
Penny Pusher

Von der nach § 2 Nr. 4 SpielV bestehenden Möglichkeit, Spielgeräte mit Warengewinn mit einer PTB-Zulassung auf Jahrmärkten aufzustellen, und zwar gemäß § 3 Abs. 1 SpielV in einer nicht begrenzten Anzahl, wird derzeit kein Gebrauch mehr gemacht. Wurden 1992 noch etwa 2.000 Warenspielgeräte auf Jahrmärkten betrieben, so sank diese Zahl bis 2002 auf circa 1.700, davon etwa 1.300 Schiebespielgeräte und 400 einfache Dreiwalzenspielgeräte. Von 1991 bis 1999 wurden 12 Bauartzulassungen von der PTB erteilt, wobei 2001 die letzten solche Geräte produziert wurden.
Im Jahr 2003 wurde zum Zweck der Verwaltungsvereinfachung in der Anlage zu § 5a Nr. 5 SpielV die Möglichkeit geschaffen, einfache Warenspielgeräte wie insbesondere Schiebespielgeräte (Penny Pusher) auf Jahrmärkten gemäß § 5a SpielV unter bestimmten Umständen genehmigungsfrei betreiben zu können. In diesem Fall muss die Verwendung von Gewinnmarken als Einsatz ausgeschlossen sein, und mindestens 50 Prozent der Einsätze müssen als Gewinne ausgeschüttet werden.

#### Spielautomaten in der DDR

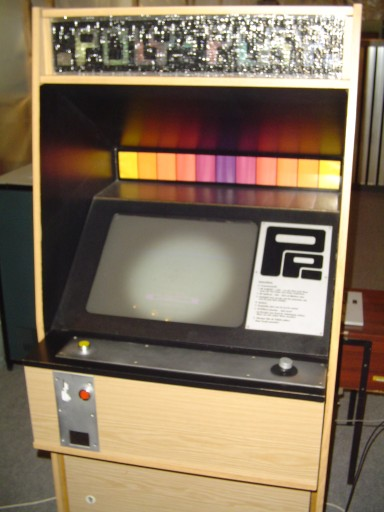
Arcade-Automat Polyplay (DDR ab 1985)

In der DDR konnten bis zur Wende nur Spielautomaten ohne Gewinnmöglichkeit oder mit ausschließlichem Gewinn von Warenbezugsmarken im maximalen Wert des zehnfachen Einsatzes betrieben werden. Eingesetzt wurden Vorkriegsautomaten vom Typ Bajazzo sowie Nachkriegsautomaten aus früher westdeutscher Produktion. Für die Zulassung war zunächst das Deutsche Amt für Maß und Gewicht und ab 1967 der VEB Staatszirkus zuständig.
Modernstes Produkt war ein seit 1985 produzierter Arcade-Automat Polyplay, ein reines Unterhaltungsgerät mit acht Spielen. Ein Spiel kostete 50 Pf. Der Automat wurde in FDGB-Ferienheimen, Jugendherbergen und Jugendclubs aufgestellt.
Fünf Wochen vor der Wiedervereinigung trat eine vom Ministerium der Finanzen erlassene Anordnung über das gewerbsmäßige Aufstellen von Spielgeräten, die Veranstaltung von anderen Spielen mit Gewinnmöglichkeit und das Betreiben von Spielhallen in Kraft, die das Aufstellen von Geldspielgeräten wie in der Bundesrepublik Deutschland gestattete. In § 1 Abs. 2 Nr. 1 wurde bestimmt, dass Bauartzulassungen durch das Amt für Standardisierung, Meßwesen und Warenprüfung zu erfolgen hätten, und zwar auf Grundlage einer Bauartzulassung der PTB. Dies war möglich, weil die in § 14 der Anordnung vorgegebenen Anforderungen identisch waren mit denen in § 13 der damaligen Spielverordnung. Insofern wurden für PTB-zugelassene Geldspielgeräte-Bauarten in den letzten Wochen der DDR noch dort geltende Zulassungen erteilt. DDR-zugelassene Geldspielgeräte, die nicht der Spielverordnung entsprachen, gab es daher nicht. Deshalb kam eine für diesen Fall vorsorglich als Ergänzung des Bundesrechts vorgesehene Übergangsregelung im schon zuvor am 31. August 1990 geschlossenen Einigungsvertrag nicht zur Anwendung.
Bereits am 18. Mai 1990 wurde die erste Spielbank der DDR in der 37. Etage des Berliner Interhotels Stadt Berlin eröffnet, nachdem der Ministerrat der DDR am 13. Februar 1990 die Genehmigung dazu erteilt hatte. Auch vor der Währungsunion am 1. Juli 1990 konnte ausschließlich mit DM gespielt werden. Zum Spielangebot gehörten auch Slotmaschinen mit einer DM als Mindesteinsatz.

#### Zulassungsdokumente
Nach § 15 Abs. 1 SpielV erhält der Inhaber der Zulassung einer Spielgerätebauart einen Zulassungsschein, die für aktuelle Spielgeräte online eingesehen werden können, und für jedes Nachbaugerät der zugelassenen Bauart einen Zulassungsbeleg und ein Zulassungszeichen, welche die Seriennummer des Gerätes beinhalten. Das Zulassungszeichen, für das anfänglich ein von außen aufzuschraubendes Metallschild verwendet wurde, besteht heute aus Papier, das aus dem Zulassungsbeleg herausgetrennt werden kann. Es muss nach § 6 Abs. 1 SpielV deutlich sichtbar am Spielgerät angebracht werden, wozu die Spielgeräte ein entsprechend großes Sichtfenster aufweisen.
- Zulassungsschein (Jahrmarktwarenspielgerät, 1976)
- Zulassungsschein (Jahrmarktwarenspielgerät, 1991)

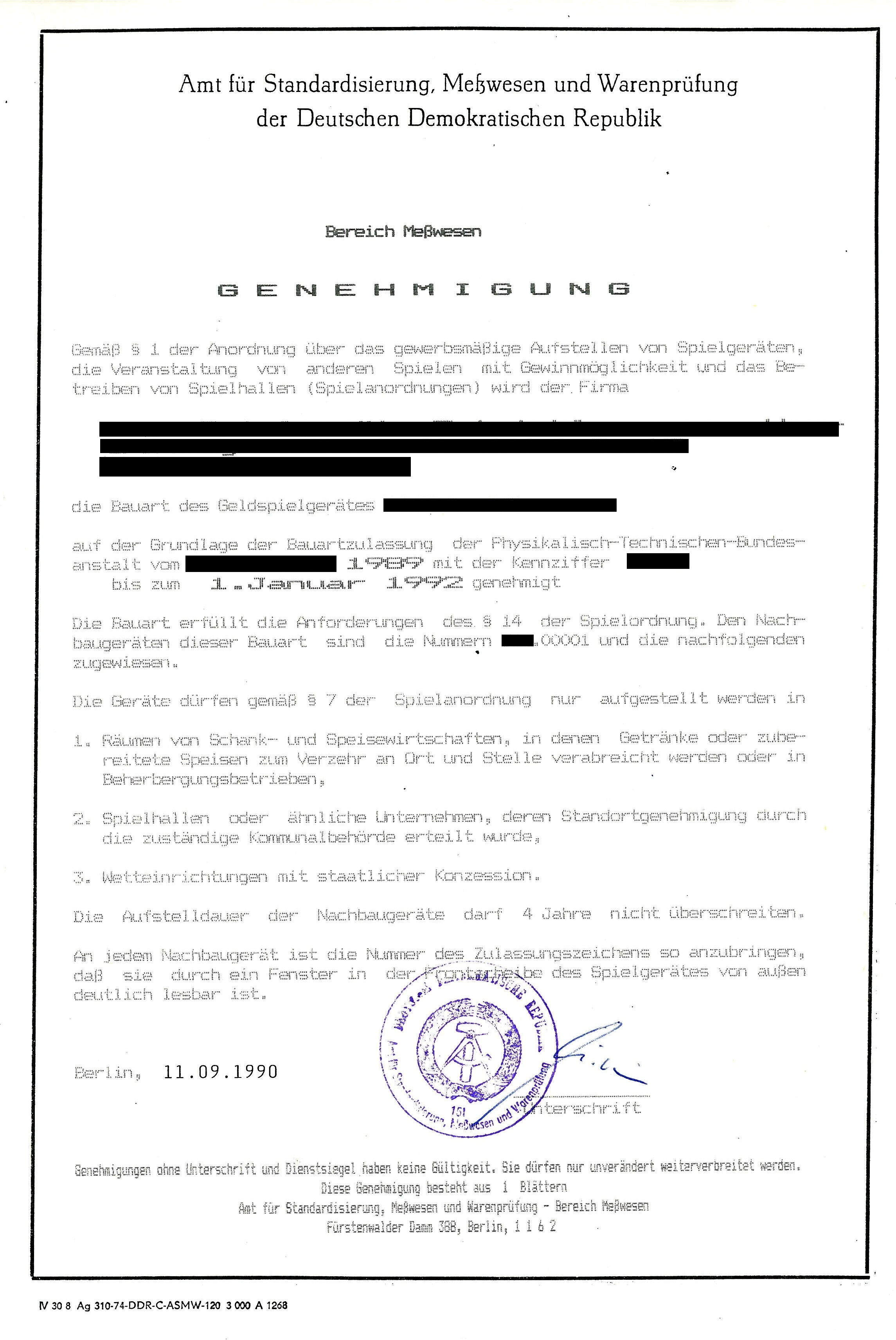
Zulassungsschein (Geldspielgerät, DDR 1990)
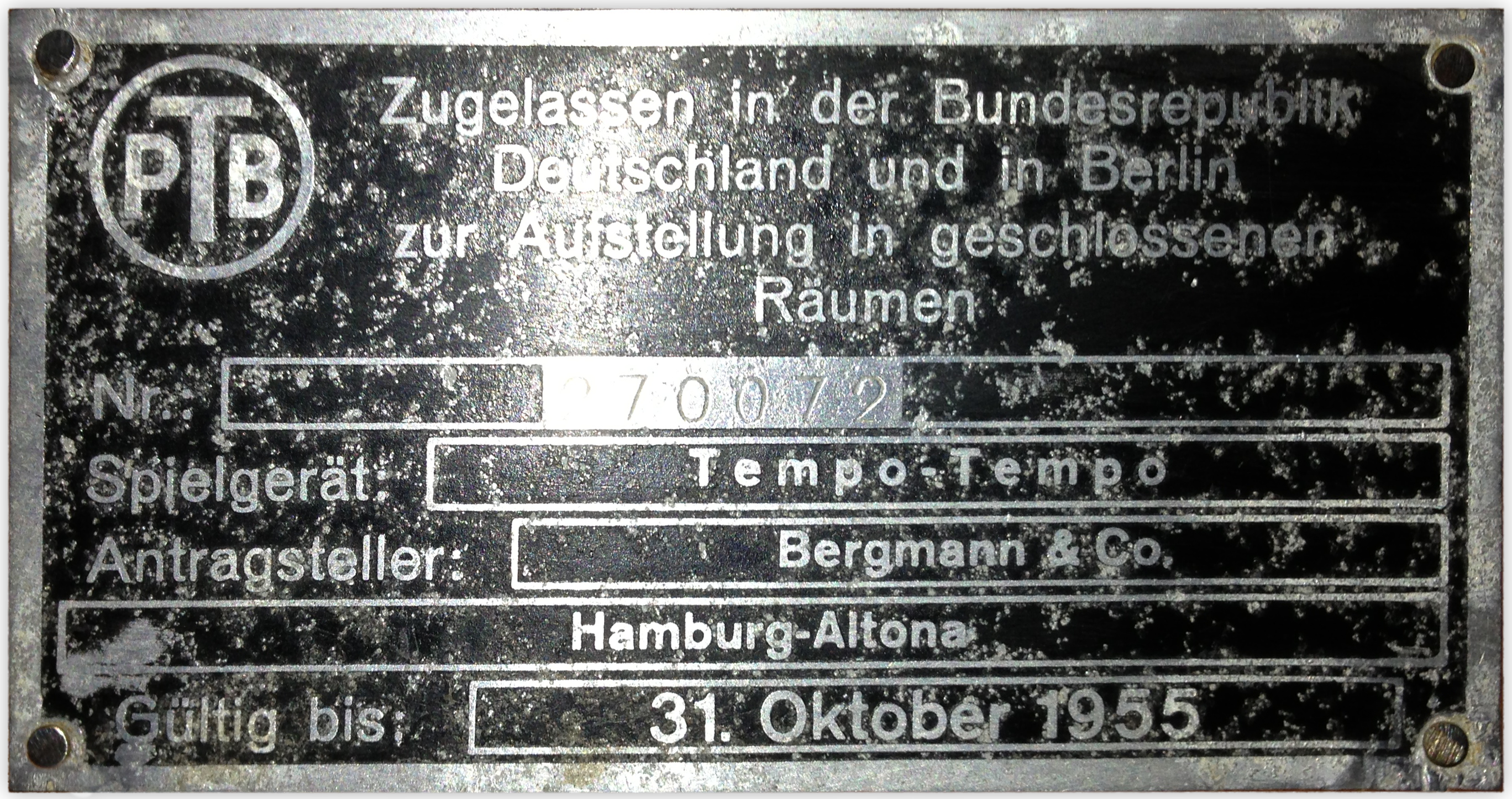
Zulassungszeichen (Geldspielgerät, 1950er-Jahre)
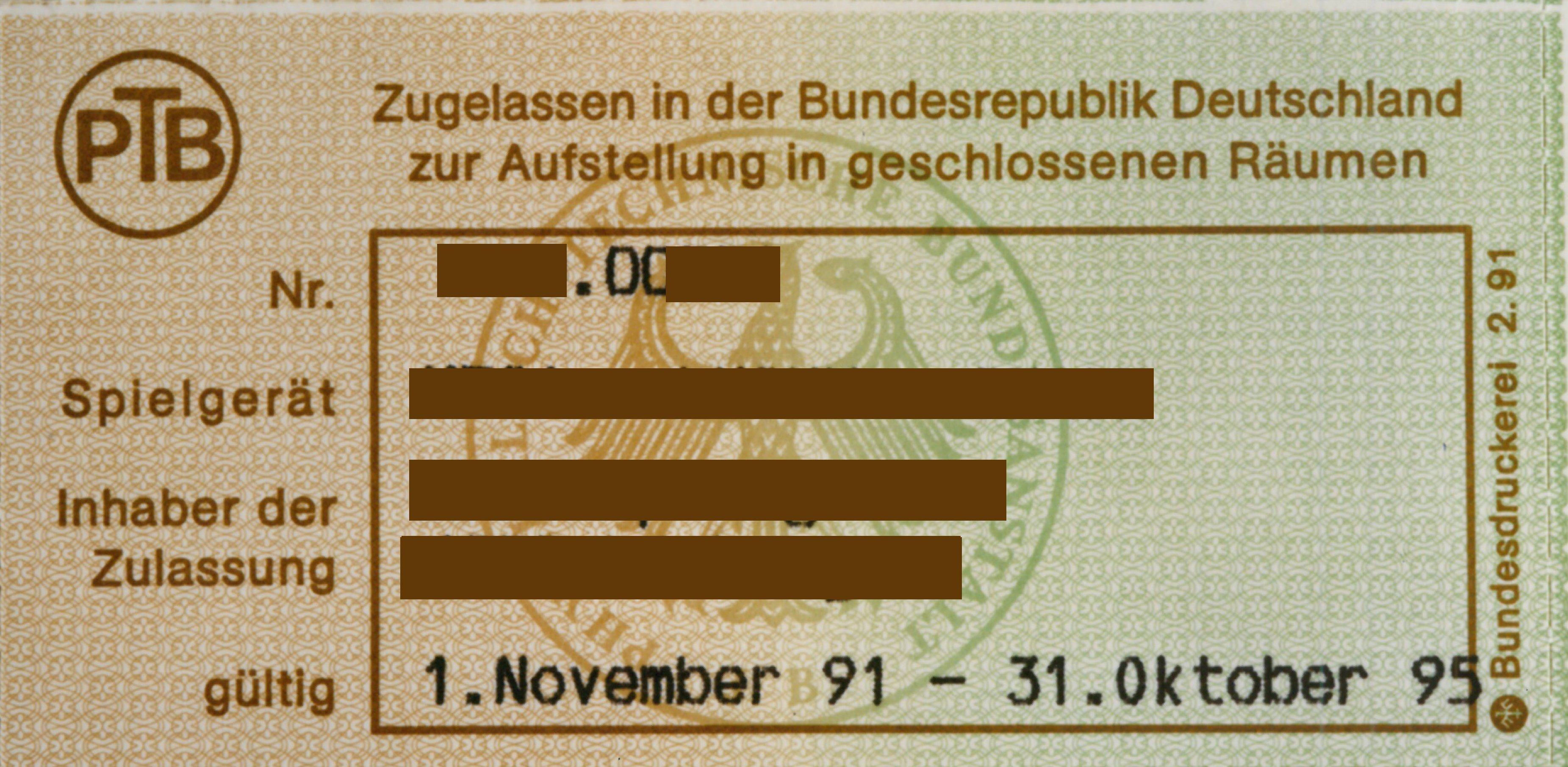
Zulassungszeichen (Geldspielgerät, 1990er-Jahre)
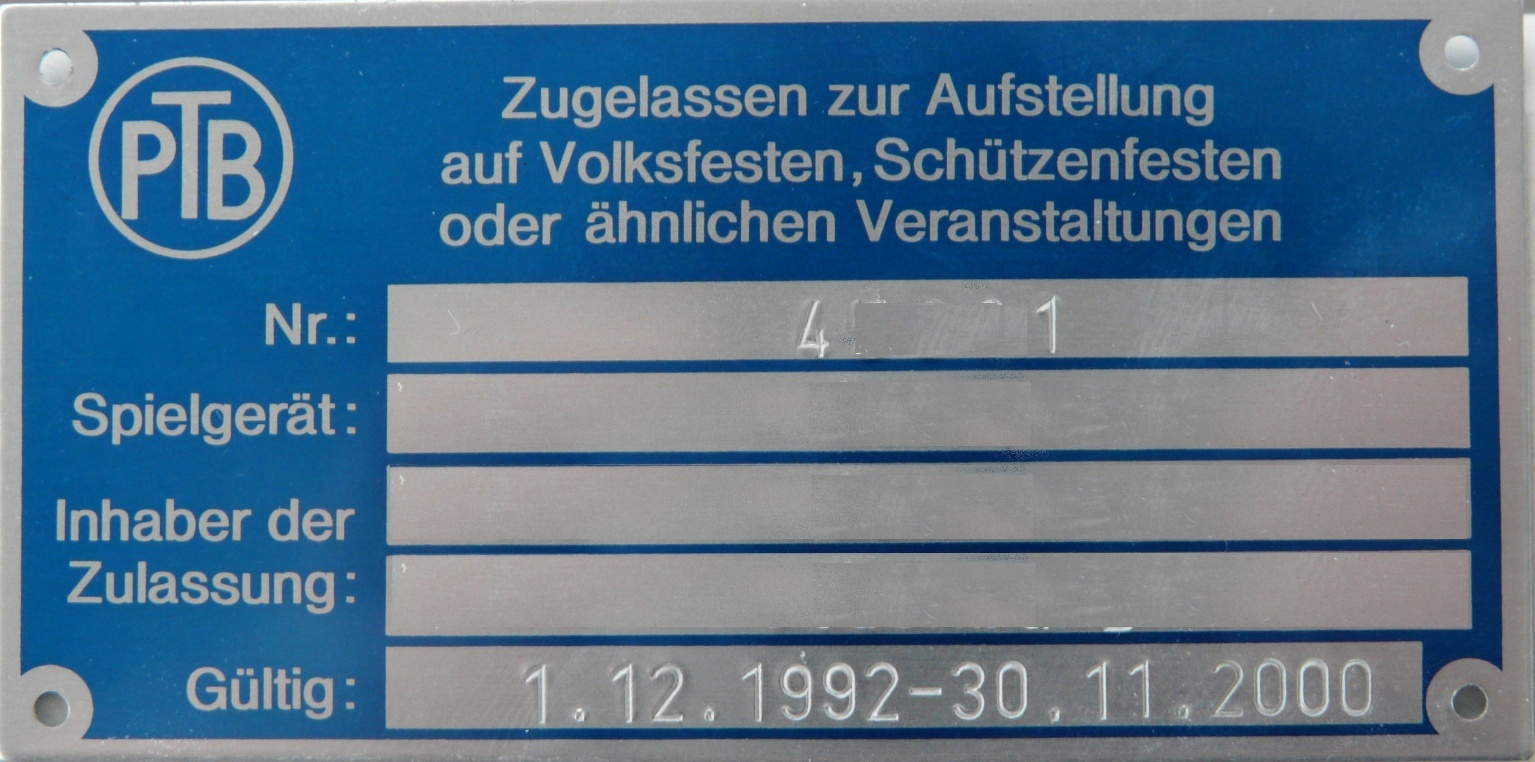
Zulassungszeichen (Jahrmarktwarenspielgerät, 1990er-Jahre)
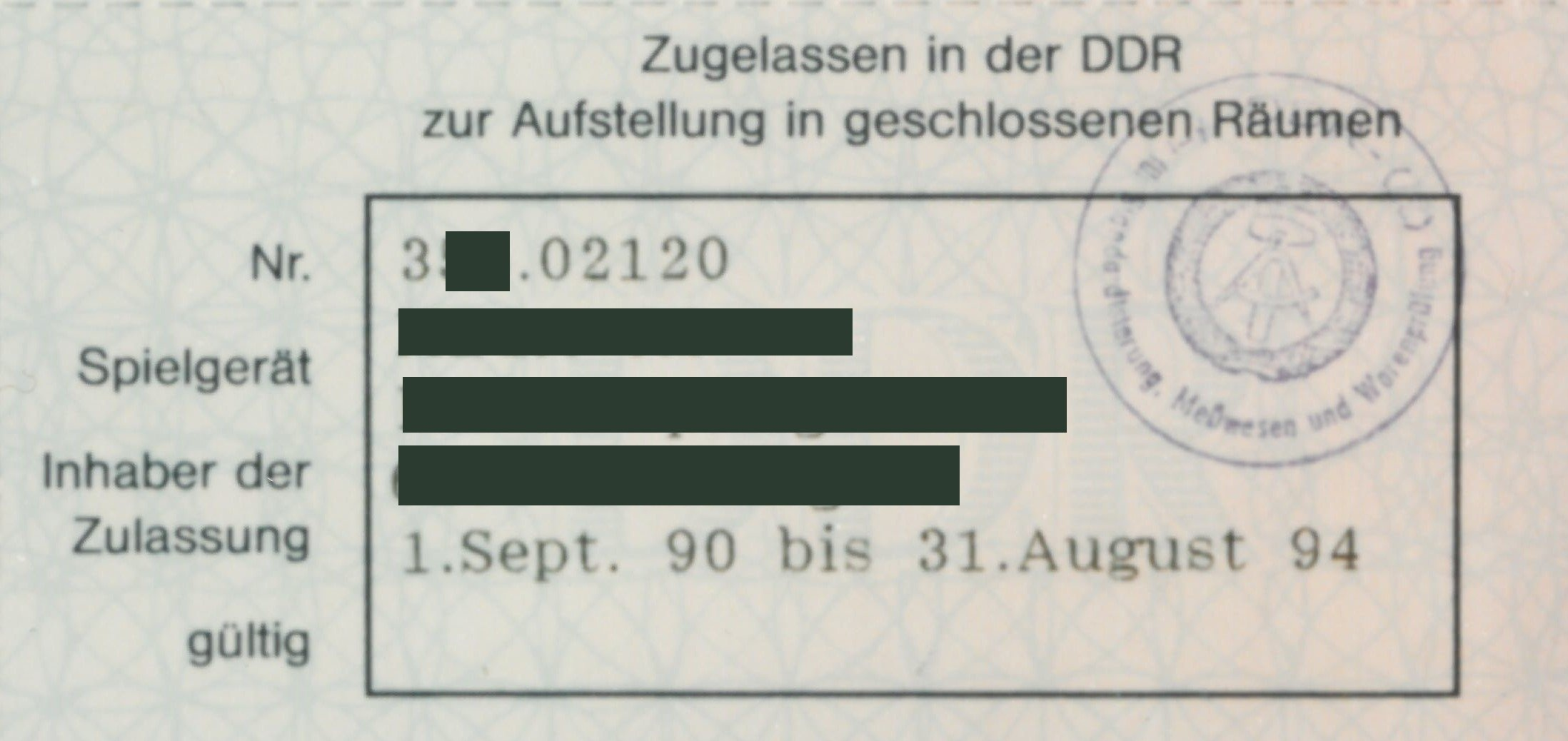
Zulassungszeichen (Geldspielgerät, DDR, 1990)
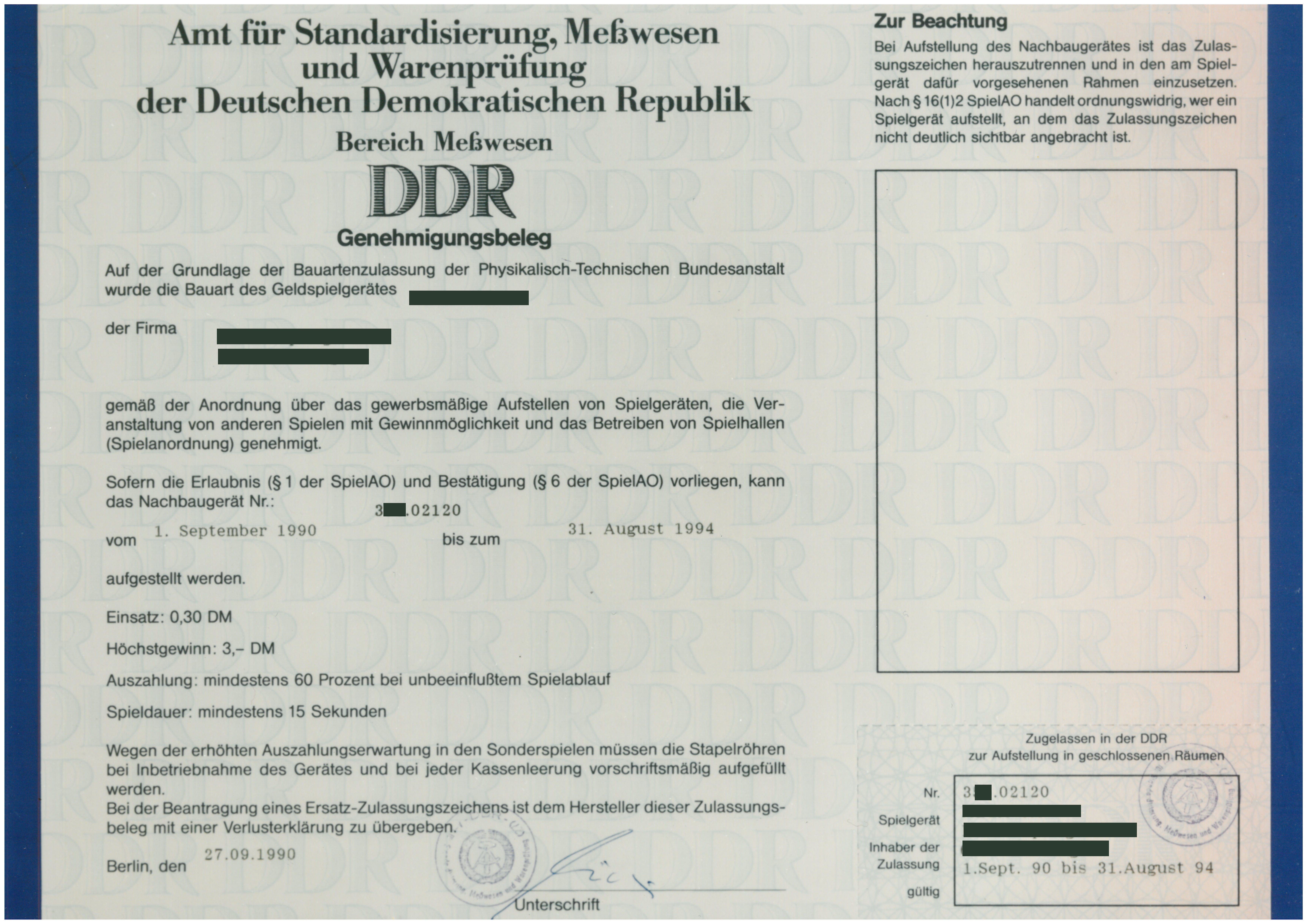
Zulassungsbeleg inkl. Zulassungszeichen (Geldspielgerät, DDR, 1990)

## Spielautomaten: Verbreitung und Recht

### Gewerblich betriebene Spielautomaten in Deutschland

#### Rechtliche Grundlagen auf Bundesebene
Zum Verbraucherschutz und zur Eindämmung des pathologischen Spiels (Spielabhängigkeit oder Spielsucht) unterliegen Geldspielgeräte und deren Aufstellung umfangreichen gesetzlichen Vorschriften, die in der Gewerbeordnung, der Spielverordnung, dem Jugendschutzgesetz sowie in Ländergesetzen, die insbesondere der Umsetzung des Glücksspielstaatsvertrages dienen, geregelt sind.
Die aktuelle Fassung der Spielverordnung ist am 13. Dezember 2014 in Kraft getreten. Mit dieser Novelle wurden einige Details einer umfassenden Reform durch die vorangegangene, Sechste Novelle korrigiert, die einen Monat zuvor in Kraft getreten war.
Ziel der Sechsten Novellierung war die Verbesserung des Jugend- und Spielerschutzes bei Geldspielgeräten. Dazu wurden die Spielanreize und Verlustmöglichkeiten stärker begrenzt, wozu konkret insbesondere die drei Limits für den maximalen Gewinn pro Stunde, den maximalen Verlust pro Stunde und den durchschnittlichen Verlust pro Stunde um 20, 25 bzw. 39,3 % abgesenkt wurden. Die Bundesregierung bekräftigte damit ihr bereits mit der Novelle aus dem Jahr 2006 verfolgtes Ziel, „eine klare Grenze zwischen den gewinn- und verlustmäßig unbeschränkten staatlich konzessionierten Spielangeboten, insbesondere bei den dort verwandten Spielautomaten (Slotmachines), und dem gewerblichen ‚kleinen‘ Spiel“ zu ziehen. Bei solchen Slotmachines in Spielbanken sind pro zwei- bis dreisekündigem Spiel 500 € Einsatz und über eine Million Euro Gewinn möglich. Verluste in Höhe von 40.000 € von einem Spieler an einem Abend an Slot Machines eines Spielcasinos sind dokumentiert.
Insgesamt ergeben sich mit der Sechsten Novelle im Wesentlichen die folgenden Anforderungen für Geldspielgeräte und ihre Aufstellung:
- Eine Aufstellung von Geldspielgeräten ist nur Spielhallen und Gaststätten (sowie Wettannahmestellen der konzessionierten Pferderenn-Buchmacher nach § 2 des Rennwett- und Lotteriegesetzes) erlaubt, wobei die Maximalanzahl 12 pro Spielhalle bzw. 2 pro sonstigem Aufstellort beträgt (§ 3 Abs. 1 u. 2 SpielV). Der Aufstellungsort bedarf einer Geeignetheitsbestätigung.
- In Spielhallen ist ein Alkoholausschank nicht erlaubt (§ 3 Abs. 3 SpielV).
- Jugendlichen unter 18 Jahren ist ein Spielen an Automaten untersagt (§ 6 Abs. 2 JuSchG). Für Spielhallen besteht darüber hinaus ein Zutrittsverbot (§ 6 Abs. 1 JuSchG).
- Geregelt sind Höchstgewinn, -einsatz und das minimale Zeitintervall dazwischen (Dauer eines „Spiels“): Der zulässige Bereich bewegt sich von 0,20 € Einsatz und 2 € Gewinn bei 5 Sekunden (§ 13 Nr. 2 SpielV) bis hin zu 2,30 € Einsatz und 23,00 € Gewinn bei 75 Sekunden Abstand zwischen zwei Einsatzleistungen bzw. zwischen zwei Gewinnauszahlungen (§ 13 Nr. 3 SpielV).
- Der Verlust pro Stunde, d. h. der die Gewinne übersteigende Einsatz, ist begrenzt auf höchstens 60 € (§ 13 Nr. 4 SpielV).
- Der Gewinn pro Stunde darf nach Abzug der Einsätze nicht höher sein als 400 € (§ 13 Nr. 5 SpielV).
- Der durchschnittliche Verlust pro Stunde ist begrenzt auf höchstens 20 € (§ 12 Abs. 1 Nr. 1 SpielV).
- Die Obergrenzen für Einsatz, Gewinn und Verlust pro Zeiteinheit werden durch eine Kontrolleinrichtung gewährleistet (§ 13 Nr. 9 SpielV).
- Die die Automaten betreffenden Parameter werden durch die Physikalisch-Technische Bundesanstalt (PTB) im Rahmen einer Bauartzulassung (§ 11 Abs. 1) auf Basis einer Technischen Richtlinie[94] geprüft (§ 12 Abs. 4).
- Geldspielgeräte dürfen maximal vier Jahre betrieben werden (§ 16 Abs. 1 Nr. 7 SpielV), wobei der Betrieb von mindestens zwei Jahre alten Spielgeräten nur dann statthaft ist, wenn eine Überprüfung durch einen vereidigten und öffentlich bestellten Sachverständigen oder eine von der PTB dafür zugelassenen Stelle, wie derzeit z. B. dem TÜV Rheinland, maximal zwei Jahre zurückliegt (§ 7 SpielV).

Weitere Regelungen betreffen
- technische Maßnahmen gegen die gleichzeitige Bespielung von mehreren Spielautomaten durch eine Person, nämlich
  - das Verbot einer Einsatzautomatik (§ 13 Nr. 7 SpielV) und
  - die Freischaltung des Spielbetriebs nur mit einem gerätegebundenen, personenungebundenen Identifikationsmittel (§ 13 Nr. 10 SpielV), das erst nach einer Prüfung der Spielberechtigung ausgehändigt wird (§ 13 Nr. 6 Abs. 5 SpielV),
- Sicherungen gegen Veränderung und Manipulation eines Spielautomaten (§ 13 Nr. 11 SpielV) und der in ihm gespeicherten, mit dem Zeitpunkt ihrer Entstehung verknüpften Buchungsdaten[95] (§ 13 Nr. 9a SpielV) sowie
- das so genannte Punktespiel.[96][97][98] Die das Punktespiel betreffenden Anforderungen (§ 13 Nr. 1 SpielV) gehen im Wesentlichen auf den Maßgabebeschluss des Bundesrats zurück. Ihre widersprüchliche Formulierung waren der Grund für die Bundesregierung in ihrer Funktion als Verordnungsgeber, die Verordnung aufgrund befürchteter Vollzugsprobleme[99] erst nach über 16 Monaten und einer erneuten Notifizierung bei der Europäischen Kommission in Kraft zu setzen.[96]

Details der Bauartzulassung und des Prüfverfahrens werden in einer durch die EU notifizierten Technischen Richtlinie der PTB geregelt (ermächtigt durch § 12 Abs. 4 SpielV). Das Zulassungsverfahren ist zunehmend durch Aspekte der IT-Sicherheit gekennzeichnet.
Ab dem 1. Juli 2021 ist nach § 8 Abs. 2 des Glücksspielstaatsvertrages ein Spielen an Geldspielgeräten nur nach einer Prüfabfrage beim länder- und spielformübergreifenden Spielersperrsystem möglich.
Zur Evaluierung der mit der Sechsten Novelle der Spielverordnung erfolgten Änderungen und zu Vorschlägen zu einer Fortschreibung hat das das Bundesministerium für Wirtschaft und Energie im Juni 2023 eine in Auftrag gegebene Studie und im Juni 2025 darauf aufbauend einen Bericht vorgelegt.

#### Rechtliche Grundlagen auf Länderebene
Über die Spielverordnung hinaus wurden ab 2011 auf Länderebene inhaltlich unterschiedliche Spielhallen- und Ausführungsgesetze zum Glücksspieländerungsstaatsvertrag (GlüÄndStV) beschlossen. Diese Gesetze beinhalten zusätzliche Anforderungen an die Aufstellung von Spielautomaten in Spielhallen wie zum Beispiel das Verbot der Abgabe von Speisen und Getränken, Sperrstunden, Verpflichtung zu Einlasskontrolle und Prüfabfragen beim spielformübergreifenden Sperrsystem (siehe Artikel Spielersperrsystem), ein Verbot von Außenwerbung und Mindestabstände zu anderen Spielhallen sowie Einrichtungen, die vorwiegend von Kindern und Jugendlichen besucht werden. Bezogen auf Städte mit mehr als 10.000 Einwohnern werden nach einer Prognose aus dem Jahr 2014 aufgrund der Mindestabstände nach Ablauf der Übergangsregelungen 77 % der Spielhallen und 87 % der dort aufgestellten Geldspielgeräte nicht mehr betrieben werden können. Im Fall des Bundeslandes Berlin, bei dem die Reduktion bereits 2016 begonnen wurde, sind mehr als die Hälfte der Spielhallen von einer Schließung betroffen. In Niedersachsen wurden bis zu einem gegenläufigen Gerichtsbeschluss die Schließungen von Spielhallen zum Teil auf der Basis eines Losentscheids verfügt, so beispielsweise in Osnabrück, wo 52 von 87 Spielhallen schließen sollen. Einige Bundesländer haben im Rahmen von Übergangsregelungen längere Fristen für Bestandsspielhallen gesetzt. So wird in Rheinland-Pfalz erst zum 1. Juli 2021 die Genehmigung von 342 Spielhallen erlöschen, was beispielsweise im Fall der Stadt Trier 32 der 34 bisherigen Spielhallen betrifft. 

Anzahl der Spielgeräte mit Gewinnmöglichkeit in Deutschland 1995–2022

#### Verbreitung
Die Gesamtzahl der in Deutschland aufgestellten Geldspielgeräte betrug 2022 insgesamt 161.000 Geräte. In den 25 Jahren zuvor bewegte sich die Zahl zwischen 183.000 (im Jahr 2005) und 269.000 (im Jahr 2014). In diesen Zahlen nicht berücksichtigt sind die 64.000 (1995) beziehungsweise 82.000 (2005) Spielautomaten, die seit 2006 aufgrund des damals eingefügten § 6a SpielV nicht mehr betrieben werden dürfen, weil sie zwar nicht die Möglichkeit eines Geldgewinnes, wohl aber die Möglichkeit des Gewinns von mehr als sechs Freispielen boten.

Aufkommen der Vergnügungssteuer durch Spielautomaten 1990–2022

#### Besteuerung
Die Einnahmen aus Geldspielgeräten unterliegen außer den üblichen Steuern (Ertragssteuer) außerhalb von Bayern der (kommunalen) Vergnügungssteuer. Zum Zweck von deren Erhebung müssen sämtliche Einsätze und Gewinne zeitgerecht, unmittelbar und auslesbar erfasst werden, wobei feststellbar sein muss, ob nachträglich Veränderungen vorgenommen worden sind (§ 13 Nr. 9a SpielV). Das Aufkommen an Vergnügungssteuer für Spielautomaten stieg in den letzten Jahren von 190 Mill. € (2006) auf 1.071 Mill. € (2018). In den Folgejahren fiel das Aufkommen drastisch auf 433 Mill. € (2021) u. a. wegen der Corona-Pandemie und stieg danach wieder auf 872 Mill. € (2022).

#### Hersteller
Die heute in Deutschland am häufigsten anzutreffenden Geldspielgeräte sind Produkte der Gauselmann-Gruppe oder von Novomatic mit ihrer deutschen Tochter Löwen Entertainment. Ein weiterer Hersteller ist Bally Wulff, der 2022 von der Schmidt-Gruppe an die APEX Gaming S.R.O. verkauft wurde.

### Spielautomaten in deutschen Spielbanken
Die 7.500 Spielautomaten, die 2022 an 70 Spielbankenstandorten betrieben wurden und dabei 87,4 % der Spielbank-Bruttospieleinnahmen generierten, folgen in Bezug auf Spielablauf und konstruktivem Aufbau internationalen Standards, so dass ein Bildschirm-basiertes Spiel knapp 3 Sekunden dauert. Der Einsatz für ein solches Spiel kann bis zu 500 € betragen, beim Gewinn sind über einer Million Euro möglich.

### Abwanderung zu illegalen Spielautomaten
Neben den technisch kaum regulierten Spielautomaten in Spielbanken und den stark regulierten Spielautomaten in gewerblicher Aufstellung gibt es in Deutschland weitere, illegale Automatenspielangebote, zum Teil in sogenannten Cafe Casinos. Kritiker befürchten, dass eine zunehmende Verschärfung der gesetzlichen Auflagen und der Schließung von Spielhallen eine teilweise Verschiebung der Nachfrage von Spielhallen hin zu den weniger regulierten Spielbanken oder illegalen Angeboten in Cafe Casinos und auf Online-Plattformen bewirkt. So gab es allein in Berlin Anfang 2020 neben den weniger als 300 legalen Spielhallenstandorten schätzungsweise mehr als 2000 illegale Café-Casinos.
Laut dem Geschäftsführer des Arbeitskreises gegen Spielsucht e. V. Jürgen Trümper führte die Änderung der Spielverordnung „zu Einschränkungen der Spielabläufe bei den PTB-zugelassenen Geldspielgeräten und dadurch zu einer Reduzierung der Attraktivität der Geräte für die Gäste“, worin er die primäre Ursache der starken Zunahme illegaler Spielautomaten sieht. Allerdings widerspricht er der Forderung der Automatenwirtschaft, zur Lösung des Problems die Vorgaben für ihre legalen Geräte wieder zu lockern, um diese attraktiver zu machen. Stattdessen fordert er eine Verstärkung des Vollzugs „mit aller gesetzlichen Härte“ gegen illegale Spielautomaten, die z. B. in Hamburg bereits gegenüber den zugelassenen Geldspielgeräten in Bezug auf Anzahl, aber auch Nutzungsfrequenz dominieren.
Für das Jahr 2022 wurde in einer von Ökonomen der Universität Düsseldorf durchgeführten wissenschaftlichen Studie der Umsatzanteil an illegalen Spielautomaten auf 30 bis 46 % geschätzt. In absoluten Zahlen schätze der „Spiegel“ 40.000 bis 50.000 illegale, meist von ausländischen Clans betriebene Spielautomaten, mit denen jährlich 3 bis 6 Mrd. Euro Einnahmen erwirtschaftet werden. Auf noch weit höhere Zahlen scheinen Angaben des LKA Düsseldorf hinzudeuten, das 2024 allein für Nordrhein-Westfalen die Zahl illegaler Spielautomaten auf 40.000 schätzte. Dabei sei diese Entwicklung laut LKA „eng mit dem Datum 11. November 2018 verknüpft“, an dem verschärfte Bestimmungen der Spielverordnung flächendeckend in Kraft getreten sind.

### Spielautomaten in anderen Ländern

#### Europäische Union
Das Glücksspielrecht ist innerhalb der Europäischen Union nicht einheitlich, sondern wird auf der Ebene der Mitgliedsstaaten geregelt. Soweit sich Anforderungen an Spielautomaten im Rahmen technischer Anforderungen ergeben, müssen diese allerdings bei der EU notifiziert werden. In Folge können auf der Homepage der Europäischen Kommission alle Gesetze, Verordnungen und Richtlinien für die Konstruktion von Spielautomaten recherchiert werden – in der Regel auch in Form von Übersetzungen.
Die stärkste Verbreitung, charakterisiert durch die niedrigste Einwohnerzahl pro Spielautomat, wiesen 2019 in der EU die folgenden Länder auf: Italien 153, Tschechien 182, Lettland 216, Dänemark 235, Slowakei 252, Slowenien 260, Finnland 262, Rumänien 264, Deutschland 327 und die Niederlande mit 525 Einwohnern pro Spielautomat. Im Vereinigten Königreich kam ein Automat auf 355 Einwohner.
Speziell in Österreich wurden 2019 insgesamt 7238 Spielautomaten betrieben, das entspricht 1224 Einwohnern je Automat.

#### Österreich
In Österreich regelt § 5 des Glücksspielgesetzes (GSpG) die Veranstaltung von sogenannten Landesausspielungen mit Glücksspielautomaten. Differenziert wird zwischen einem Betrieb von bis zu drei Automaten in Einzelaufstellung und von 10 bis 50 Automaten in Spielsalons. Bei Automaten in Einzelaufstellung muss ein Spiel mindestens zwei Sekunden dauern und darf höchstens 1 € kosten. Der Höchstgewinn beträgt 1.000 €. In Spielsalons sind bis zu 10 € Einsatz für ein mindestens eine Sekunde langes Spiel erlaubt. Die durchschnittliche Auszahlquote muss zwischen 82 und 92 Prozent liegen, und es können bis zu 10.000 € pro Spiel gewonnen werden.
Die Bewilligung solcher Landesausspielungen setzt die Spielsucht vorbeugende Maßnahmen wie ein Zutrittssystem voraus. Solche Bewilligungen wurden bisher in den fünf Bundesländern Burgenland, Kärnten, Niederösterreich, Oberösterreich und Steiermark erteilt.
In Erscheinungsbild und möglichen Einsatz- und Gewinnhöhen weitgehend ähnlich zu Landesausspielungen in Spielsalons sind Video Lotterie Terminals (VLTs) in VLT-Outlets mit dem Produktnamen WINWIN, die aufgrund ihres über einen zentralen Server gesteuerten Gewinnentscheids gemäß § 12a GSpG als Lotterien gelten. Anbieter ist eine Tochterfirma von Casinos Austria und der Österreichischen Lotterien.
An Spielautomaten in Spielbanken sind Einsätze von bis zu 1000 Euro pro Spiel möglich.

#### Schweiz
In der Schweiz wurden 2019 insgesamt 4607 Spielautomaten betrieben, wobei diese Zahl nur die in den 21 Spielbanken betriebenen Geräte enthält. Die Spielbankstandorte untergliedern sich in zwei verschiedene Kategorien: Acht Grand Casinos (A-Konzessionen) und 13 Kursäle (B-Konzessionen), wobei die Anzahl und die Arten der angebotenen Spiele sowie die Höhe der Einsätze und Gewinne bei B-Konzessionen beschränkt werden dürfen.
Neben den Glücksspielautomaten, die in der Schweiz nur in Spielbanken betrieben werden dürfen, ist in einigen Kantonen auch die Aufstellung von Geschicklichkseitsspielautomaten in Bars erlaubt.

#### Weltweit
Die Staaten mit den meisten (Glücks-)Spielautomaten sind Japan mit 4,2 Millionen Spielautomaten (Pachinko-Automaten), die USA mit 900.700 Spielautomaten, Italien mit 407.000, Deutschland mit 245.000, Spanien mit 212.150, Australien mit 192.800 und das Vereinigte Königreich mit 185.200 Automaten.
Die höchste Dichte von Spielautomaten charakterisiert durch die niedrigste Einwohnerzahl pro Spielautomat weisen vorwiegend, aber nicht nur, klassische Touristenziele mit zumindest teilautonomem Status auf: Sint Maarten mit 14 Einwohnern pro Spielautomat, Åland mit 16, Japan mit 30, Monaco mit 38, Aruba mit 33, Macau mit 36, Curacao mit 65, Amerikanische Jungferninseln mit 82, Saint Kitts and Nevis mit 121 und Australien mit 131 Einwohnern pro Spielautomat.
Mehrere tausend Spielautomaten sind auf Kreuzfahrt- und Fährschiffen aufgestellt.

## Spielsucht und andere Gefährdungen durch Spielautomaten

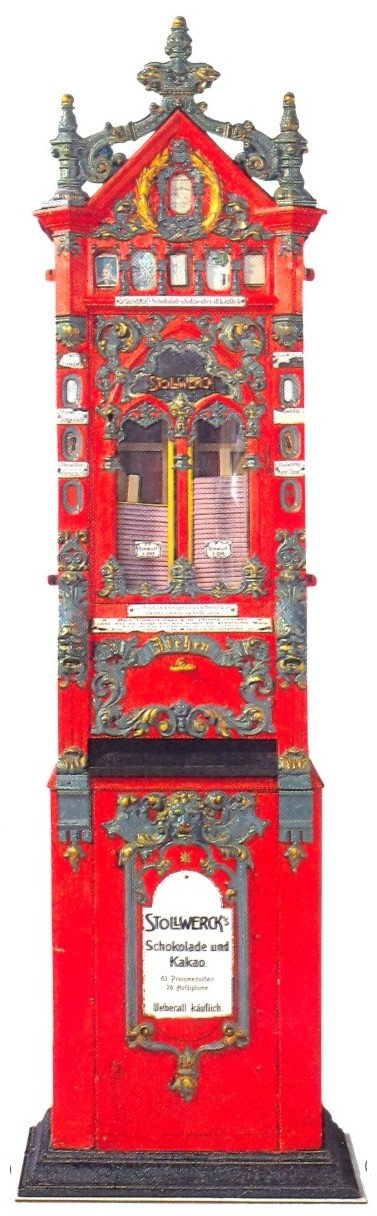
Stollwerck-Schokoladenverkaufsautomat aus dem Jahr 1887

Die Kritik an Spielautomaten und Automaten mit Glücksspielelementen hat eine lange Tradition, die bis zum Ende des 19. Jahrhunderts zurückreicht. Damals wurden den Schokoladenverkaufsautomaten der Firma Stollwerck nicht nur eine von ihnen ausgehende Gefahr einer „Naschsucht“ unterstellt. Gefährdet sah man auch die Volksgesundheit, und die Kirche äußerte Bedenken wegen des Verkaufs von Süßwaren auch an Sonn- und Feiertagen und während der Fastenzeit. Schließlich kritisiert wurde die praktizierte Verkaufsförderung, für die jedem Schokoladentäfelchen ein zufällig ausgewähltes Sammelbild, Vorläufer heutiger Lootboxen, beigelegt war. Aufgrund der Popularität dieser Sammelbilder, die aufwändig im damals noch ungewöhnlichen Farbdruck hergestellt wurden, kam es zur Befürchtung, Jugendliche könnten zum Aufbrechen der Automaten animiert werden.
Ebenso kritisch wurden bereits 1909 die sozialen Wirkungen der ersten Geldspielautomaten gesehen: Ihr „große[r] Anklang, sowohl beim Publikum, dessen stets regem Spielbedürfnis sie neuen Anreiz boten, als auch bei Händlern, Wirten und Inhabern öffentlicher Vergnügungsstätten, denen sich durch Aufstellung solcher Automaten eine neue ergiebige und mühelos fließende Einnahmequelle erschloß. In zahlreichen Städten entstanden sogar besondere Automatenhallen, in denen ganze Reihen von Geldspielautomaten … den Spiellustigen die Groschen aus der Tasche zogen.“
In Teilen der USA waren Flipperautomaten über mehrere Jahrzehnte verboten, insbesondere in New York von 1942 bis 1976. Das Verbot folgte einer Kampagne des New Yorker Bürgermeisters LaGuardia, der beklagte, Flipperautomaten würden Schulkinder um ihr Geld für die Frühstückspause bringen. Unterstützt wurde LaGuardias Kampagne von konservativen Moralwächtern, die in den Flipperautomaten eine Gefährdung der Sittsamkeit der Jugend zu erkennen glaubten. Außerdem wurde, kurz nach dem Angriff auf Pearl Harbour, argumentiert, die Automaten würden aus kriegswichtigen Materialien bestehen. Bereits in seinem ersten Amtsjahr 1934 hatte LaGuardia Einarmige Banditen des Mafioso Frank Costello beschlagnahmen lassen. Für die Wochenschau ließ er sich dabei medienwirksam filmen, wie er mit einem Vorschlaghammer auf die Automaten einschlug, die anschließend im Hudson River versenkt wurden. Auch der spätere „Feldzug“ gegen Flipperautomaten wurde mit medienwirksamen Bildern von Zerstörungen mit Vorschlaghämmern begleitet.

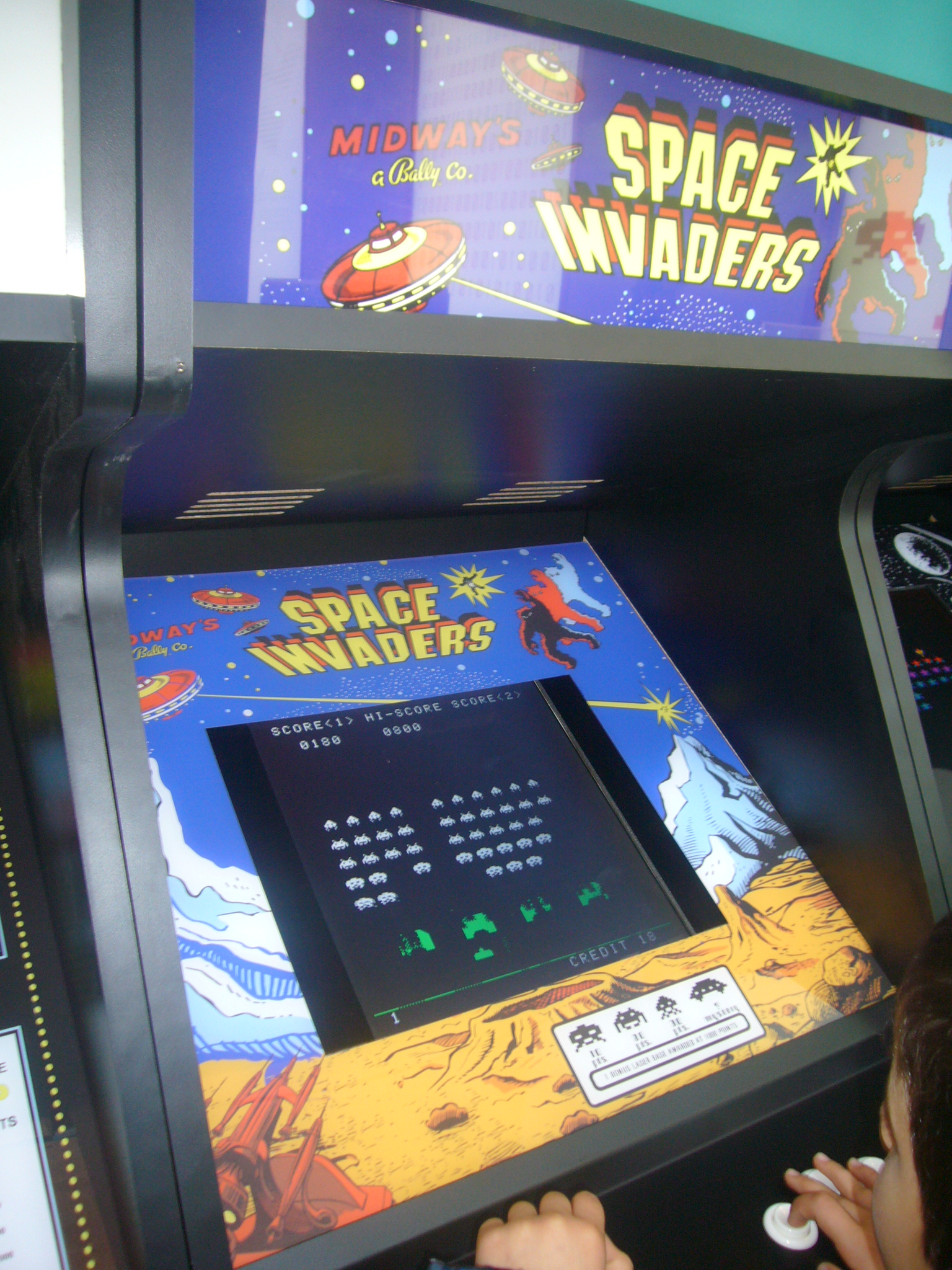
Videospielautomat mit dem Spiel Space Invaders

Zu Beginn der 1980er-Jahre wurden Videospielautomaten wie Space Invaders als gewaltverherrlichende Killerspielautomaten kritisiert. In Folge wurde es durch ein novelliertes Jugendschutzgesetz verboten, Video-Unterhaltungsspielgeräte mit gewaltorientierten Darstellungen an Orten zu betreiben, die Kindern und Jugendlichen zugänglich sind, auch um einer Beschaffungskriminalität entgegenzuwirken. Dieses unabhängig vom Spielinhalt bestehende Verbot bestand bis 2002, als es aufgrund einer nicht mehr gesehenen Gefahr eines hohen Geldverlusts durch allgemein für Medien gültige Kriterien einer Altersbeschränkung abgelöst wurde.
In den 1950er-Jahren wurden Geldspielgeräte als „Lohntütenschlucker“ bezeichnet. In den Fokus der Kritik rückte ab den 1980er-Jahren die Suchtgefahr, und es wurde die Vermutung geäußert, dass bei 500.000 der insgesamt etwa sieben Millionen Spielern von Geldspielgeräten krankhaftes Verhalten vorläge. Fünf zwischen 2009 und 2017 durchgeführte Repräsentativstudien der Bundeszentrale für gesundheitliche Aufklärung kamen zum Ergebnis, dass von den durchschnittlich knapp 270.000 pathologischen Spielern in Deutschland ungefähr 36 % an Geldspielgeräten und 14 % an Spielautomaten in Spielbanken spielten, zum Teil mit Überschneidungen und Teilnahme an weiteren Glücksspielen. Als Ursache einer erhöhten Suchtgefahr von Glücksspielautomaten wird insbesondere die hohe Ereignisfrequenz, ein hoher Grad der Interaktivität und die leichte Verfügbarkeit gesehen.